# Olympische Winterspiele 2006
| Medaillenspiegel               | Medaillenspiegel   | Medaillenspiegel | Medaillenspiegel | Medaillenspiegel | Medaillenspiegel |
| Platz                          | Land               | G                | S                | B                | Ges.             |
| ------------------------------ | ------------------ | ---------------- | ---------------- | ---------------- | ---------------- |
| 1                              | Deutschland        | 11               | 12               | 6                | 29               |
| 2                              | Vereinigte Staaten | 9                | 9                | 7                | 25               |
| 3                              | Österreich         | 9                | 7                | 7                | 23               |
| 4                              | Russland           | 8                | 6                | 8                | 22               |
| 5                              | Kanada             | 7                | 10               | 7                | 24               |
| 6                              | Schweden           | 7                | 2                | 5                | 14               |
| 7                              | Südkorea           | 6                | 3                | 2                | 11               |
| 8                              | Schweiz            | 5                | 4                | 5                | 14               |
| 9                              | Italien            | 5                | –                | 6                | 11               |
| 10                             | Frankreich         | 3                | 2                | 4                | 9                |
| 10                             | Niederlande        | 3                | 2                | 4                | 9                |
| Vollständiger Medaillenspiegel |                    |                  |                  |                  |                  |

Die Olympischen Winterspiele 2006 (auch XX. Olympische Winterspiele genannt) wurden vom 10. bis 26. Februar 2006 in Turin, der Hauptstadt der italienischen Region Piemont, ausgetragen. Nach den Winterspielen 1956 in Cortina d’Ampezzo fanden damit zum zweiten Mal Olympische Winterspiele in Italien statt. Mit 80 teilnehmenden Nationen stellten die Spiele von Turin zudem einen neuen Teilnehmerrekord auf.
Der erfolgreichste Athlet dieser Winterspiele war mit drei Goldmedaillen und einer Bronzemedaille der südkoreanische Shorttrackläufer Ahn Hyun-soo, erfolgreichste Teilnehmerin die ebenfalls aus Südkorea kommende und im Shorttrack startende Jin Sun-yu mit drei Olympiasiegen.

## Wahl des Austragungsortes
Turin setzte sich als Austragungsort dieser Olympischen Spiele auf der 109. IOC-Session am 19. Juni 1999 in Seoul gegen Sion durch. Sion war damit nach 1976 und 2002 zum dritten Mal bei der Bewerbung gescheitert. Da die Niederlage überraschte, wurde die Vermutung geäußert, die Entscheidung gegen Sion wäre eine Revanche gegenüber dem Schweizer IOC-Mitglied Marc Hodler, der wesentlich zur Aufdeckung des Korruptionsskandals bei der Vergabe der Spiele an Salt Lake City beigetragen hatte.
Ergebnis des Wahlganges:
| Ort   | Land    | Wahlgang |
| ----- | ------- | -------- |
| Turin | Italien | 53       |
| Sion  | Schweiz | 36       |

Nach der Meinung des Generaldirektors für die Sion-Bewerbung, Jean-Daniel Mudry, waren für die Entscheidung zugunsten von Turin zwei Dinge ausschlaggebend. Zum einen das weltweite Beziehungs- und Sympathienetz, welches der damalige Fiat-Präsident Giovanni Agnelli als Arbeitgeber in vielen Ländern hatte aufbauen können und demgegenüber die Schweiz mit dem Image des Weltbankiers nicht nur Freunde besaß. Zum anderen habe Rom damals eine Defizitdeckungs-Garantie versprochen, die zehnmal höher war als diejenige der Schweiz. Dies sei international als kompromissloses Bekenntnis Italiens zu den Olympischen Spielen wahrgenommen worden.
Folgende weitere Städte hatten sich ebenfalls um die Austragung beworben, erhielten aber keine Zulassung zur Wahl durch das IOC: Die finnische Hauptstadt Helsinki, die Landeshauptstadt des Bundeslandes Kärnten in Österreich Klagenfurt, die slowakische Stadt Poprad und das polnische Wintersportzentrum Zakopane.

## Logo, Maskottchen und Motto
Das offizielle Logo zeigt über den olympischen Ringen und dem Schriftzug „Torino 2006“ das Profil der Mole Antonelliana. Dieses Wahrzeichen der Stadt ist dargestellt mit weißen und blauen Eiskristallen, welche den Schnee und den Himmel symbolisieren. Das Kristallnetz steht auch für das Netz neuer Technologien und den olympischen Gemeinschaftssinn.
Die offiziellen olympischen Maskottchen heißen Neve und Gliz. Die weibliche Neve hat einen Kopf in Form eines Schneeballs und der rote Körper besteht aus dünnen runden Formen. Gliz ist männlich und hat einen eckigen Eiswürfelkopf sowie einen blauen kantigen Körper. Zusammen mit dem Maskottchen der Winter-Paralympics 2006, Aster, bilden Neve und Gliz ein Trio, deutlich zu erkennen an den sehr ähnlichen Gesichtszügen der drei Figuren.
Das Motto der Olympischen Winterspiele von Turin lautete: „Passion lives here“, was übersetzt ins Deutsche „Hier lebt die Leidenschaft“ bedeutet. Dieses Motto wurde in der Eröffnungsfeier mehrmals in Form der durch die Farbe Rot symbolisierten Leidenschaft aufgegriffen.

## Fackellauf

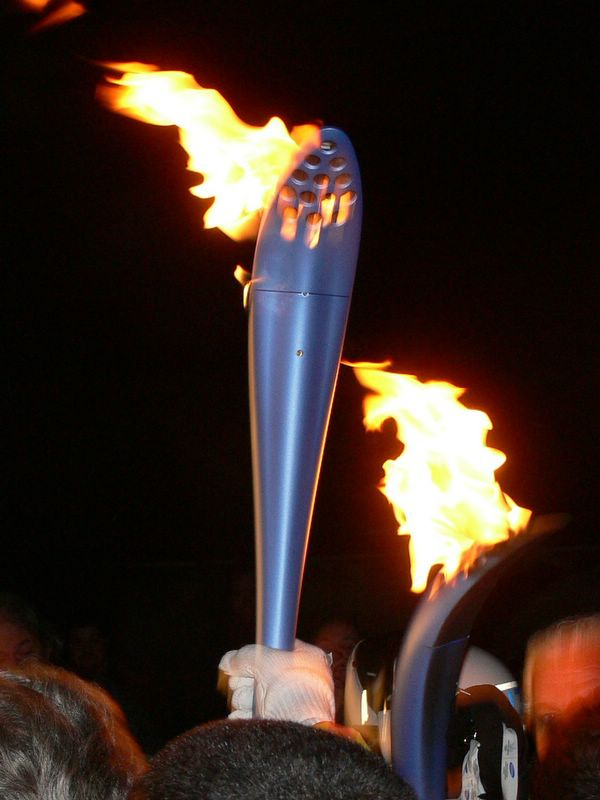
Olympische Fackel

Im November 2005 wurde die olympische Fackel im antiken Olympia entzündet. Am 8. Dezember 2005 erreichte der Fackellauf Italien. Papst Benedikt XVI. segnete das olympische Feuer bei einer Messe auf dem Petersplatz.
Der Fackellauf führte nicht nur durch Griechenland und Italien, sondern auch durch San Marino, Slowenien, Österreich, die Schweiz und Frankreich. An der französisch-italienischen Grenze versuchte ein Demonstrant mit einer Protestflagge die Fackel auszulöschen. Die Fackel erreichte Turin einen Tag vor Beginn der Spiele.
Bis zur Eröffnungsfeier trugen mehrere Prominente das Feuer durch die Stadt. Dazu gehörten unter anderen Fabio Capello, der damalige Fußballtrainer von Juventus Turin, und Stabhochspringer Serhij Bubka. Bis zur Entzündung des olympischen Feuers hatte die Flamme 11.300 Kilometer, getragen von 10.001 Fackelträgern, zurückgelegt.
Entzündet wurde das olympische Feuer während der Eröffnungszeremonie durch die italienische Skilangläuferin Stefania Belmondo. Sie gewann bei den vier Olympischen Winterspielen von 1992 bis 2002 insgesamt zwei Gold-, vier Silber- und vier Bronzemedaillen.

## Wettkampfstätten
Der Bau von Sportanlagen, olympischen Dörfern und der Straßeninfrastruktur kostete die Veranstalter rund 1,5 Milliarden Euro. Die Wettkämpfe wurden in vier Hallen in Turin sowie in mehreren Orten in der Provinz Turin ausgetragen. Aufgrund dessen sprach man vom Olympia der weiten Wege. Diesem Umstand ist es auch zuzuschreiben, dass drei olympische Dörfer für die Olympiateilnehmer eingerichtet wurden.
Im Lingotto-Viertel lag das größte olympische Dorf Turin Village, in dem 2500 Athleten und deren Betreuer untergebracht waren. Der Bau kostete 137 Millionen Euro und hier waren die Eishockey- und Curlingteams, die Eisschnell- und Eiskunstläufer sowie die Shorttracker untergebracht. Die weiteren olympischen Dörfer in Sestriere Colle und in Bardonecchia beherbergten 1700 beziehungsweise 700 Athleten und Betreuer.

### Wettkampfstätten in Turin

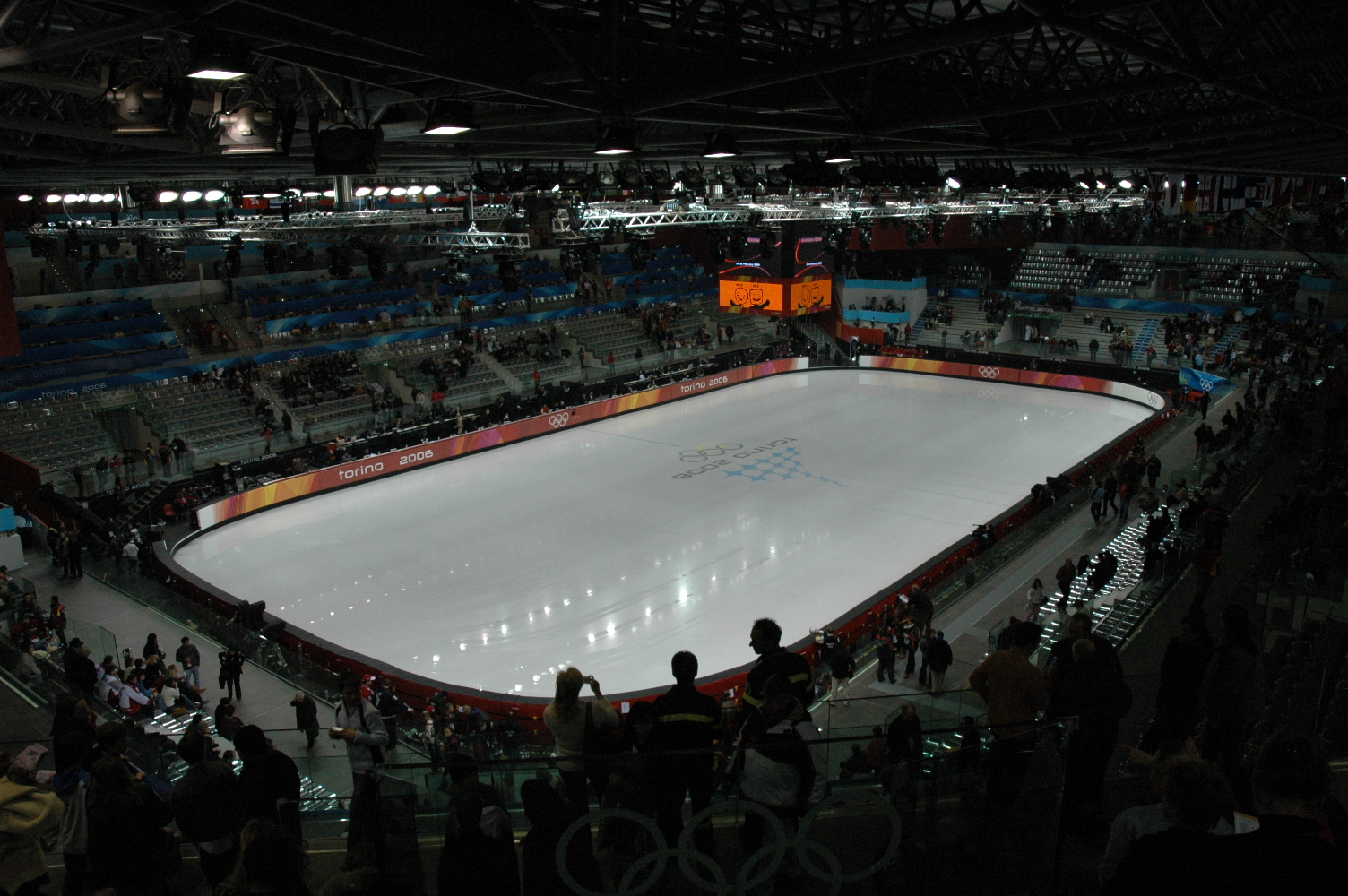
Das „Torino Palavela“

Im Oval Lingotto wurden die Wettbewerbe im Eisschnelllauf ausgetragen. Die Halle befindet sich im Südosten der Stadt in der Nähe des olympischen Dorfes. Sie besitzt eine Fläche von 26.500 m² und bietet 8500 Zuschauern Platz. Der Bau der Halle, die als frei tragende Konstruktion ohne jegliche Säulen auskommt, begann 2002 und dauerte bis November 2005. Die Baukosten beliefen sich auf rund 70 Millionen Euro.
Im Torino Esposizioni und im Torino Palasport Olimpico fanden die Eishockeyspiele statt. Im Torino Esposizioni fanden 4320 Zuschauer Platz und es wurden dort 27 der 58 Spiele veranstaltet. Die Baukosten für den Torino Palasport Olimpico beliefen sich auf 90 Millionen Euro und die maximale Kapazität beträgt 12.232 Sitzplätze. Beide Hallen befinden sich im südlichen Stadtteil Santa Rita, unmittelbar neben dem Turiner Olympiastadion.
Das Eiskunstlaufen und die Shorttrackentscheidungen konnten im Torino Palavela gesehen werden. Die Halle befindet sich im Südosten der Stadt, in der Nähe des Messegeländes Lingotto, des Oval Lingotto und des olympischen Dorfes. Sie wurde 2005 mit einem Aufwand von 55 Millionen Euro völlig renoviert und umgestaltet. Die Kapazität lag bei 6600 Zuschauern.
Das Stadio Olimpico, das Olympiastadion von Turin, war Schauplatz der Eröffnungs- und Schlussfeier. Es befindet sich im südlichen Stadtteil Santa Rita, unmittelbar neben der Sporthalle Torino Palasport Olimpico und dem Messegelände Torino Esposizioni. Zum Zweck der Feiern wurden zusätzliche Tribünen errichtet, wodurch die Kapazität von 26.000 auf 35.000 Zuschauer erhöht wurde.

### Wettkampfstätten in der Provinz Turin

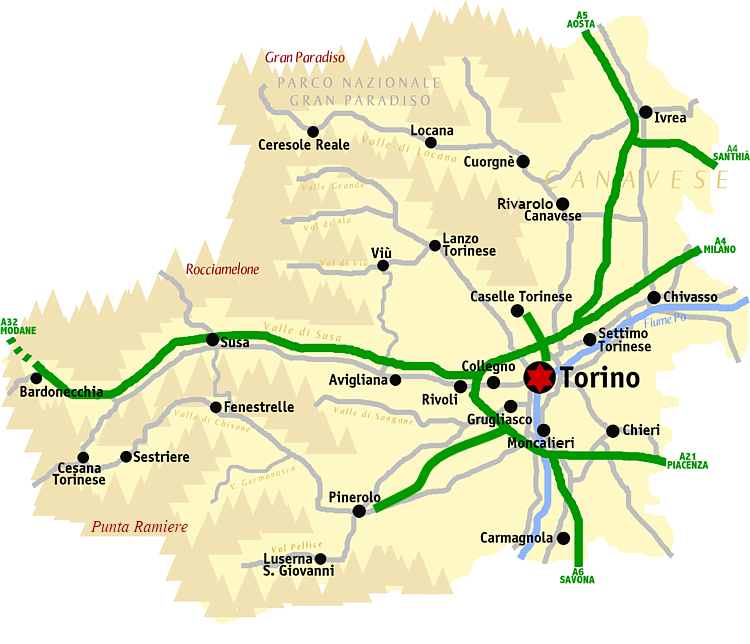
Karte der Provinz Turin

Im rund 90 Kilometer von Turin entfernten und etwa 1312 m s.l.m. liegenden Bardonecchia fanden die Snowboardwettbewerbe statt. Eine Kunsteisbahn für die Wettbewerbe im Bobsport, Rennrodeln und Skeleton wurde im 1354 m s.l.m. liegenden Cesana Torinese errichtet. Die Bahn ist 1435 Meter lang, besitzt 19 Kurven und überwindet eine Höhendifferenz von 114 Metern. Während der Wettkämpfe wurden Höchstgeschwindigkeiten von bis zu 130 km/h erreicht. Die Anlage wurde 2011 stillgelegt und ist seitdem weitgehend dem Verfall preisgegeben. Im Ortsteil San Sicario fanden außerdem die olympischen Biathlonwettbewerbe und mehrere alpine Skirennen der Damen statt.
Die übrigen Ski Alpin Entscheidungen fielen im traditionellen alpinen Skiweltcup-Ort Sestriere. Mit einer Höhe von 2035 m s.l.m. war es der höchstgelegene Wettbewerbsort. In der Stadt Pinerolo liefen die Curlingentscheidungen, während die kleinen Gemeinden Pragelato und Sauze d’Oulx Gastgeber des Skispringens, des Skilanglaufs und der Nordischen Kombination beziehungsweise der Freestyle-Wettbewerbe waren. 

## Teilnehmer

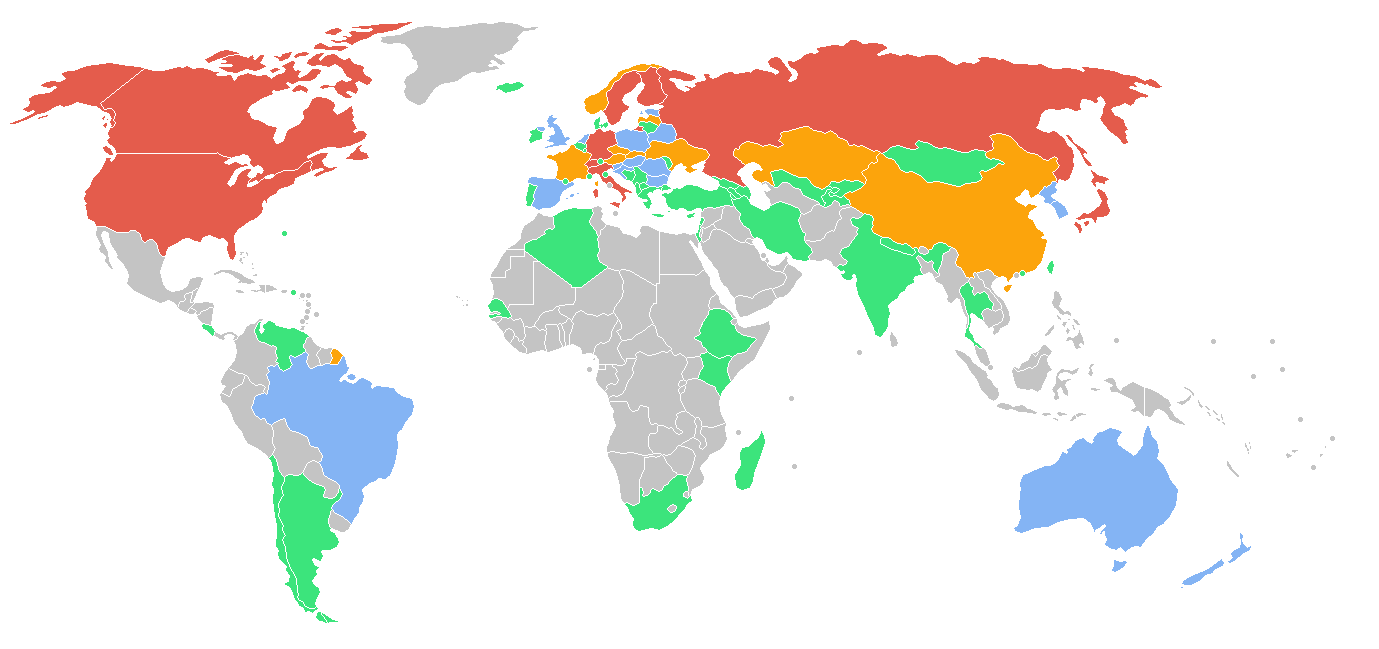
Teilnehmende Nationen:
– Grün: < 10 Teilnehmer;
– Blau: 10–50 Teilnehmer;
– Orange: 50–100 Teilnehmer;
– Rot: > 100 Teilnehmer.

Mit 80 gemeldeten Nationen wurde in Turin ein neuer Teilnehmerrekord aufgestellt. Die afrikanischen Staaten Äthiopien und Madagaskar feierten ihre Premieren bei Olympischen Winterspielen. Der Staatenbund Serbien und Montenegro nahm zum ersten und einzigen Mal unter diesem Namen an Winterspielen teil, bevor sich der Landesteil Montenegro im Juni 2006 für unabhängig erklärte.
| Europa (1796 Athleten aus 47 Nationen) | Europa (1796 Athleten aus 47 Nationen) | Europa (1796 Athleten aus 47 Nationen) |
| --- | --- | --- |
| - Albanien (1) - Andorra (5) - Armenien (5) - Aserbaidschan (2) - Belarus (28) - Belgien (4) - Bosnien und Herzegowina (7) - Bulgarien (22) - Dänemark (5) - Deutschland (162) - Estland (28) - Finnland (102) - Frankreich (89) - Georgien (4) - Griechenland (5) - Großbritannien (40) | - Irland (4) - Island (5) - Israel (5) - Italien (184) - Kroatien (24) - Lettland (61) - Liechtenstein (5) - Litauen (9) - Luxemburg (1) - Mazedonien (3) - Moldau (7) - Monaco (4) - Niederlande (35) - Norwegen (74) - Österreich (85) - Polen (44) | - Portugal (1) - Rumänien (25) - Russland (181) - San Marino (1) - Schweden (106) - Schweiz (130) - Serbien und Montenegro* (6) - Slowakei (61) - Slowenien (43) - Spanien (16) - Tschechien (87) - Türkei (6) - Ukraine (52) - Ungarn (21) - Zypern (1) |
| Amerika (443 Athleten aus 9 Nationen) | | |
| - Amerikanische Jungferninseln (1) - Argentinien (9) - Bermuda (1) | - Brasilien (14) - Chile (9) - Costa Rica (1) | - Kanada (196) - Vereinigte Staaten (211) - Venezuela (1) |
| Asien (337 Athleten aus 16 Nationen) | | |
| - Volksrepublik China (80) - Chinesisch Taipeh (1) - Hongkong (China) (1) - Indien (4) - Iran (2) - Japan (113) | - Kasachstan (67) - Kirgisistan (1) - Korea, DVR (6) - Korea, Republik (50) - Libanon (3) | - Mongolei (2) - Nepal (1) - Tadschikistan (1) - Thailand (1) - Usbekistan (4) |
| Ozeanien (58 Athleten aus 2 Nationen) | | |
| - Australien (40) | - Neuseeland (18) | |
| Afrika (9 Athleten aus 6 Nationen) | | |
| - Algerien (2) - Äthiopien* (1) | - Kenia (1) - Madagaskar* (1) | - Senegal (1) - Südafrika (3) |
| (Anzahl der Athleten) * erstmalige Teilnahme an Winterspielen | | |

## Medaillen
Bei den Olympischen Spielen wurden insgesamt 1026 in Handarbeit hergestellte Gold-, Silber- und Bronzemedaillen vergeben. Sie waren jeweils 450 Gramm schwer und hatten eine Ringform mit einem Loch in der Mitte. Die Goldmedaille wurde aus Silber mit einem 6-Gramm-Goldüberzug gefertigt, um die Kosten zu minimieren.
Die Medaillen sollten durch ihre Form einen Platz darstellen, auf dem sich Menschen treffen und Kontakt zueinander haben. Das Loch sollte außerdem den Sportler zu einem Teil der Medaille machen, weil man ein Stück von ihm durch dieses Loch sieht, wenn er die Medaille trägt.
Im Anschluss an die Wettkämpfe wurde meist nur die Blumenzeremonie durchgeführt, die offizielle Siegerehrung mit Medaillenvergabe erfolgte hingegen im Rahmen einer größeren Veranstaltung gemeinsam mit den Siegern anderer Disziplinen. Bei diesen Veranstaltungen im Herzen Turins wurde auch mit einem anschließenden Konzert und Feuerwerk gefeiert. Diese Feiern fanden auf der „Medal Plaza“ statt, der Piazza Castello vor dem königlichen Schloss.
Manchmal wurden die Medaillen jedoch gleich im Anschluss an die Wettkämpfe vergeben. Vor allem der ORF kritisierte, diese Verleihungen seien weniger feierlich und es würden unterschiedliche Sportarten unterschiedlich präsentiert. Zudem protestierte der ORF gegen die Zeremonie der Damenabfahrt, da die österreichische Hymne von anderer Musik aus dem Stadion übertönt wurde.
Die erfolgreichste Nation war Deutschland mit elf Gold, zwölf Silber- und sechs Bronzemedaillen, gefolgt von den Vereinigten Staaten und Österreich. Insgesamt konnten 26 Nationen Medaillen erringen. Deutschland verdankte den Aufschwung insbesondere fünf Goldmedaillen im Biathlon. Demgegenüber erlebte Norwegen einen denkwürdigen Einbruch: Nach Rang 1 vor vier Jahren gab es ausgerechnet in den nordischen Paradedisziplinen keine Goldmedaillen, so dass Aamodt's Super-G-Gold und das Gold auf der kleinen Sprungschanze durch Lars Bystöl die einzigen Siege brachten. Speziell Langlaufstar und Weltcup-Dominatorin Margit Björgen kämpfte mit gesundheitlichen Problemen. Bitter für die Norweger war auch, dass mit dem ehemaligen Cheftrainer Inge Braten und dem 5fachen Olympiasieger Thomas Alsgaard zwei frühere Erfolgsgaranten am Aufschwung des Erzrivalen Schweden (3-mal Gold dank den Sprintteams) beteiligt waren. – Im Biathlon hatten alle mit einer erfolgreichen Fortsetzung der Goldjagd von Ole Einar Björndalen gerechnet, doch nach dessen One-Man-Show in Salt Lake City (Siege in allen 4 Disziplinen) räumten in San Sicario die Deutschen ab.

## Wettkampfprogramm
Es wurden 84 Wettbewerbe (45 für Männer, 37 für Frauen und 2 Mixed-Wettbewerbe) in 7 Sportarten/15 Disziplinen ausgetragen. Das waren 6 Wettbewerbe mehr als in Salt Lake City 2002 – die Anzahl der Sportarten/Disziplinen blieb gleich. Nachfolgend die Änderungen im Detail:
- Beim Biathlon erweiterte der 12,5-km-Massenstart der Frauen und der 15-km-Massenstart der Männer das Programm – bei den Frauen löste die 4 × 6-km-Staffel die 4 × 7,5-km-Staffel ab.
- Im Eisschnelllauf wurde das Programm sowohl bei den Männern als auch bei den Frauen um eine Mannschaftsverfolgung erweitert.
- Beim Skilanglauf wurden mehrere Wettkämpfe durch andere ersetzt. Bei den Männern kamen der 30-km-Skiathlon und ein Teamsprint hinzu – dagegen entfiel das 10/10-km-Verfolgungsrennen und der 30-km-Skilanglauf. Bei den Frauen kamen der 15-km-Skiathlon und ein Teamsprint hinzu – dafür entfiel das 5/5-km-Verfolgungsrennen und der 15-km-Skilanglauf.
- In der Nordischen Kombination wurde beim Mannschaftswettbewerb die Normalschanze durch die Großschanze ersetzt.
- Im Snowboard wurde das Programm um Skiboardcross für Männer und Frauen erweitert.

### Olympische Sportarten/Disziplinen
- Biathlon Gesamt (10) = Männer (5)/Frauen (5)
- Bobsport
  -  Bob Gesamt (3) = Männer (2)/Frauen (1)
  -  Skeleton Gesamt (2) = Männer (1)/Frauen (1)
- Curling Gesamt (2) = Männer (1)/Frauen (1)
- Eishockey Gesamt (2) = Männer (1)/Frauen (1)
- Eislauf
  -  Eiskunstlauf Gesamt (4) = Männer (1)/Frauen (1)/Mixed (2)
  -  Eisschnelllauf Gesamt (12) = Männer (6)/Frauen (6)
  -  Shorttrack Gesamt (8) = Männer (4)/Frauen (4)
- Rennrodeln Gesamt (3) = Männer (2)/Frauen (1)
- Skisport
  -  Freestyle-Skiing Gesamt (4) = Männer (2)/Frauen (2)
  -  Ski Alpin Gesamt (10) = Männer (5)/Frauen (5)
  - Ski Nordisch
    -  Nordische Kombination Gesamt (3) = Männer (3)
    -  Skilanglauf Gesamt (12) = Männer (6)/Frauen (6)
    -  Skispringen Gesamt (3) = Männer (3)

  -  Snowboard Gesamt (6) = Männer (3)/Frauen (3)

Anzahl der Wettkämpfe in Klammern

### Zeitplan
| Zeitplan        | Zeitplan         | Zeitplan              | Zeitplan | Zeitplan | Zeitplan | Zeitplan | Zeitplan | Zeitplan | Zeitplan | Zeitplan | Zeitplan | Zeitplan | Zeitplan | Zeitplan | Zeitplan | Zeitplan | Zeitplan | Zeitplan | Zeitplan | Zeitplan           |
| Disziplin       | Disziplin        | Disziplin             | Fr. 10.  | Sa. 11.  | So. 12.  | Mo. 13.  | Di. 14.  | Mi. 15.  | Do. 16.  | Fr. 17.  | Sa. 18.  | So. 19.  | Mo. 20.  | Di. 21.  | Mi. 22.  | Do. 23.  | Fr. 24.  | Sa. 25.  | So. 26.  | Ent- schei- dungen |
| Disziplin       | Disziplin        | Disziplin             | Februar  | Februar  | Februar  | Februar  | Februar  | Februar  | Februar  | Februar  | Februar  | Februar  | Februar  | Februar  | Februar  | Februar  | Februar  | Februar  | Februar  | Ent- schei- dungen |
| --------------- | ---------------- | --------------------- | -------- | -------- | -------- | -------- | -------- | -------- | -------- | -------- | -------- | -------- | -------- | -------- | -------- | -------- | -------- | -------- | -------- | ------------------ |
| Eröffnungsfeier |                  |                       |          |          |          |          |          |          |          |          |          |          |          |          |          |          |          |          |          |                    |
| Biathlon        | Biathlon         | Biathlon              |          | 1        |          | 1        | 1        |          | 1        |          | 2        |          |          | 1        |          | 1        |          | 2        |          | 10                 |
| Bob- sport      | Bob              | Bob                   |          |          |          |          |          |          |          |          |          | 1        |          | 1        |          |          |          | 1        |          | 3                  |
| Bob- sport      | Skeleton         | Skeleton              |          |          |          |          |          |          | 1        | 1        |          |          |          |          |          |          |          |          |          | 2                  |
| Curling         | Curling          | Curling               |          |          |          |          |          |          |          |          |          |          |          |          |          | 1        | 1        |          |          | 2                  |
| Eishockey       | Eishockey        | Eishockey             |          |          |          |          |          |          |          |          |          |          | 1        |          |          |          |          |          | 1        | 2                  |
| Eislauf         | Eiskunstlauf     | Eiskunstlauf          |          |          |          | 1        |          |          | 1        |          |          |          | 1        |          |          | 1        |          |          |          | 4                  |
| Eislauf         | Eisschnelllauf   | Eisschnelllauf        |          | 1        | 1        | 1        | 1        |          | 2        |          | 1        | 1        |          | 1        | 1        |          | 1        | 1        |          | 12                 |
| Eislauf         | Shorttrack       | Shorttrack            |          |          | 1        |          |          | 1        |          |          | 2        |          |          |          | 1        |          |          | 3        |          | 8                  |
| Rennrodeln      | Rennrodeln       | Rennrodeln            |          |          | 1        |          | 1        | 1        |          |          |          |          |          |          |          |          |          |          |          | 3                  |
| Skisport        | Freestyle-Skiing | Freestyle-Skiing      |          | 1        |          |          |          | 1        |          |          |          |          |          |          | 1        | 1        |          |          |          | 4                  |
| Skisport        | Ski Alpin        | Ski Alpin             |          |          | 1        |          | 1        | 1        |          |          | 2        |          | 2        |          | 1        |          | 1        | 1        |          | 10                 |
| Skisport        | Ski Nordisch     | Nordische Kombination |          | 1        |          |          |          |          | 1        |          |          |          |          | 1        |          |          |          |          |          | 3                  |
| Skisport        | Ski Nordisch     | Skilanglauf           |          |          | 2        |          | 2        |          | 1        | 1        | 1        | 1        |          |          | 2        |          | 1        |          | 1        | 12                 |
| Skisport        | Ski Nordisch     | Skispringen           |          |          | 1        |          |          |          |          |          | 1        |          | 1        |          |          |          |          |          |          | 3                  |
| Skisport        | Snowboard        | Snowboard             |          |          | 1        | 1        |          |          | 1        | 1        |          |          |          |          | 1        | 1        |          |          |          | 6                  |
| Schlussfeier    |                  |                       |          |          |          |          |          |          |          |          |          |          |          |          |          |          |          |          |          |                    |
| Entscheidungen  | Entscheidungen   | Entscheidungen        |          | 4        | 8        | 4        | 6        | 4        | 8        | 3        | 9        | 3        | 5        | 4        | 7        | 5        | 4        | 8        | 2        | 84                 |
|                 |                  |                       | Fr. 10.  | Sa. 11.  | So. 12.  | Mo. 13.  | Di. 14.  | Mi. 15.  | Do. 16.  | Fr. 17.  | Sa. 18.  | So. 19.  | Mo. 20.  | Di. 21.  | Mi. 22.  | Do. 23.  | Fr. 24.  | Sa. 25.  | So. 26.  |                    |
| Februar         |                  |                       |          |          |          |          |          |          |          |          |          |          |          |          |          |          |          |          |          |                    |

Farblegende

## Zeremonien

### Eröffnungsfeier
An der Eröffnungsfeier im Turiner Olympiastadion waren 6500 Darsteller, die seit September 2005 probten, beteiligt. Sie wurde von Marco Balich gestaltet, der schon Konzerte von Weltstars wie U2, Pink Floyd und Whitney Houston plante. Die knapp dreistündige Eröffnungsfeier begann am 10. Februar 2006 um 20 Uhr. Verfolgt wurde die Veranstaltung von 35.000 Zuschauern im Olympiastadion und ungefähr zwei Milliarden Menschen im Fernsehen.
Den Auftakt der Eröffnungsfeier bildete ein Amboss, der vom italienischen Turnolympiasieger Jury Chechi mit einem Hammer geschlagen wurde. Dieser symbolisierte die Industriestadt Turin, in der viele Automobilmarken ansässig sind. Bereits dieser Auftritt, wie auch der weitere Verlauf der Veranstaltung, wurde von Rot als Farbe der Leidenschaft dominiert. Rollschuhfahrer, Skateboarder und Breaker stellten Blut und Blutzellen dar und bildeten zum Abschluss dieses ersten Teiles der Zeremonie ein Herz, welches durch ihre Bewegung den Eindruck erweckte, es würde schlagen. Dieses Symbol sollte auch ein herzliches Willkommen an die Zuschauer und Athleten aus aller Welt bedeuten.
Im zweiten Teil der Feier wurde ein Themenwechsel hin zur alpenländischen Folklore vollzogen. Sieben Alphörner sollten die sieben Alpenländer symbolisieren. Die Darstellung war überspitzt, so als ob es das Motiv einer Postkarte wäre. Auch Klischees und Vorurteile über die Tradition dieser Region wurden mit dem Auftritt von Folkloregruppen aufgegriffen. Den beiden ersten Showelementen folgte der erste offizielle Teil der Eröffnungsveranstaltung. Carla Bruni, ehemaliges Topmodel und Sängerin, brachte die italienische Flagge ins Olympiastadion, wo sie von Carabinieri gehisst wurde. Das neunjährige Mädchen Eleonora Benetti sang Fratelli d’Italia, die italienische Nationalhymne.
Es folgte eine erneute Showeinlage, bei der mehrere hundert Beteiligte zwei „X“ bildeten, um die zwanzigsten Olympischen Winterspiele in Römischen Zahlen zu symbolisieren. Anschließend stellten sie den Bewegungsablauf eines Skispringers dar. Über eine Gerüstkonstruktion wurden die olympischen Ringe, begleitet von Akrobaten, im Stadion installiert. Es waren die größten olympischen Ringe aller Zeiten, was dem Motto citius, altius, fortius (höher, schneller, weiter) entsprach.
Unter den Ringen hindurch marschierten die Athleten und Offizielle der einzelnen Staaten ins Stadion ein. Die erste Nation war traditionell Griechenland mit dem Fahnenträger Lefteris Fafalis. An achter Stelle betraten die Österreicher mit Fahnenträgerin Renate Götschl das Stadion, an Stelle 31 kam Deutschland mit Kati Wilhelm. Als letzte Nation betrat Gastgeber Italien das Stadion, die Fahnenträgerin war die Eiskunstläuferin Carolina Kostner aus Südtirol. Der Einmarsch der Sportler war im Vergleich zu früheren Olympischen Spielen vorgezogen worden, damit die Athleten nicht so lange in der Kälte warten mussten und mehr von der Veranstaltung mitbekamen.

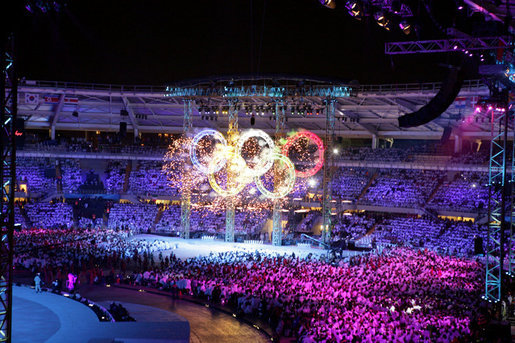
Feuerwerk in Form der olympischen Ringe während der Eröffnungsfeier im Turiner Olympiastadion

An dieser Stelle wurden Zitate von Dante Alighieri (Göttliche Komödie) aus einem übergroßen Buch rezitiert, die die Sportler noch einmal zu einem sportlichen und fairen Verhalten ermahnen sollten. Anschließend ging die Eröffnungsfeier auf die italienische Geschichte und Kunstgeschichte ein. Fahnenschwenker und höfische Szenen aus dem 17. Jahrhundert sowie die Nachstellung des Gemäldes „Die Geburt der Venus“ mit Eva Herzigová symbolisierten die Renaissance, Stelzenläufer mit riesigen Reifröcken den Barock. Dann vollzog sich die Wende zur Moderne mit dem Tänzer Roberto Bolle und einer Nachbildung der Skulptur Einzigartige Formen der Kontinuität im Raum von Umberto Boccioni sowie einem Techno-Ballett in der Choreographie von Enzo Cosimi. Danach erfolgte der Zusammenbau eines Formel-1-Rennwagens von Ferrari, der danach, pilotiert von Luca Badoer, eine Runde im Stadion drehte.
Die Reden des OK-Präsidenten Valentino Castellani, der auf den olympischen Frieden verwies, und des IOC-Präsidenten Jacques Rogge, der dem Organisationskomitee dankte und an die Sportler appellierte, sauberen Sport zu betreiben, leiteten die offizielle Eröffnung der Spiele durch den italienischen Staatspräsidenten Carlo Azeglio Ciampi ein. Zu den Klängen von Giuseppe Verdis Oper Aida folgte der Einzug der olympischen Flagge. Erstmals in der olympischen Geschichte wurde diese von bekannten und engagierten Frauen getragen. Sie sollten alle Frauen der Welt symbolisieren und für Frieden, Verständigung und Kommunikation zwischen den Kulturen stehen. Die acht Fahnenträgerinnen waren die Schauspielerinnen Sophia Loren und Susan Sarandon, die Friedensnobelpreisträgerin Wangari Maathai, die Schriftstellerin Isabel Allende, die Olympiasiegerinnen Nawal El Moutawakel, Maria de Lurdes Mutola und Manuela Di Centa und die Aktivistin Somaly Mam.
Giorgio Rocca sprach den olympischen Eid der Sportler, Fabio Bianchetti tat dies für die Kampfrichter. Als Symbol für den Frieden stellten Akrobaten eine fliegende Friedenstaube dar und Yoko Ono verlas eine Friedensbotschaft. Der bis dahin erste wirkliche musikalische Beitrag war Imagine, gesungen von Peter Gabriel. Der Höhepunkt der Eröffnungsfeier war die Entzündung des olympischen Feuers durch Stefania Belmondo. Es war das erste Mal, dass das Feuer mit einem Feuerwerk entzündet wurde. Zum Abschluss sang Luciano Pavarotti die Arie Nessun dorma aus Giacomo Puccinis Oper Turandot.

### Schlussfeier
Die ungefähr zweieinhalbstündige Schlussfeier fand am 26. Februar 2006 um 20 Uhr statt. Verfolgt wurde die Veranstaltung von 35.000 Zuschauern im Turiner Olympiastadion und mehr als einer Milliarde Menschen im Fernsehen. Die Veranstaltung stand unter dem Motto „Karneval und Zirkus“ und die Regie führte Marco Balich.
Zu Beginn ritt ein Clown auf einem weißen Pferd, das Freiheit und Sieg verkörpern sollte, ins Stadion ein. Gleichzeitig trat eine Meerjungfrau auf, welche das Meer symbolisieren sollte. Sowohl der Clown als auch alle weiteren Darsteller trugen Originalkostüme aus Federico Fellinis Film Die Clowns aus dem Jahre 1970. Dann führten Akrobaten und Trapezkünstler des Cirque du Soleil an Vertikaltüchern auf der großen Bühne Programmelemente des Zirkus vor. Gleichzeitig traten Reifentänzer in der Stadionmitte auf und Schauspieler mit Kostümen der Commedia dell’arte, der italienischen Stegreifkomödie des 16. Jahrhunderts, marschierten ein.
Der dritte Programmteil des Abends war der Karneval von Viareggio. Es betraten geschobene, feuerspeiende Wagen und Feuerspucker das Stadion. Außerdem folgten Darsteller mit den Originalmasken und -kostümen aus Viareggio. Dann erschienen noch Tarotkarten, die eine lange Tradition im Piemont haben. Diese führten zusammen mit den anderen Darstellern einen Schicksalstanz auf, in dessen Verlauf sie einen Stern und ein Dreieck bildeten. Als immer wiederkehrendes Element zog sich über die gesamte Schlussfeier das kurze Erscheinen eines Rosenverkäufers, welcher von Wachleuten in antiken Uniformen und später sogar von einer kleinen Armee gejagt wurde, hin. Am Ende der Feier wurde dieser Rosenverkäufer in die „Familie der Clowns“ aufgenommen. Die Szene hat ihren Ursprung in der Aversion des Regisseurs Marco Balich gegenüber Rosenverkäufern, die abends durch die Restaurants ziehen und ihn immer beim guten Essen stören würden.
Es folgte die Siegerehrung für die Gewinner des 50-Kilometer-Langlaufs der Herren. Sie wurde durch die IOC-Mitglieder Manuela Di Centa, einer ehemaligen italienischen Langläuferin, und FIS-Präsident Gian Franco Kasper vorgenommen. Die Goldmedaille ging an Giorgio Di Centa, die ihm von seiner Schwester überreicht wurde. Die Silbermedaille gewann der Russe Jewgeni Dementjew, die Bronzemedaille der Österreicher Michail Botwinow. Die Flaggen wurden unter den olympischen Ringen im Stadion gehisst.
Im weiteren Verlauf des Programms erschienen wieder die Feuerläufer, die schon in der Eröffnungsfeier eine Rolle spielten. Ihnen folgte eine Kapelle aus Carabinieri, die auch die italienische Flagge hissten. Durch den Umstand, dass der Sieger des 50-Kilometer-Langlaufs ein Italiener war, wurde die Flagge zweimal hintereinander gehisst und die Hymne zweimal gespielt. Vor dem Einmarsch der Athleten wurde traditionsgemäß die Hymne Griechenlands gespielt. Danach marschierten die Fahnenträger der Nationen ins Stadion ein. Für Deutschland tat dies Claudia Pechstein, für Italien Armin Zöggeler, für die Schweiz Maya Pedersen-Bieri. Ihnen folgten die Athleten, welche diesmal gemischt und nicht strikt nach Nationen geordnet einmarschierten.
Als Nächstes fuhren mehrere Fiat 500 und Vespa ins Stadion. Artisten zeigten Salti und Schrauben auf einer 30 Meter langen Trampolinbahn. Danach schwebten Artisten über einem Gebläse und zeigten Kunststücke in der Luft. Am Ende dieser Darbietung traten im Innenraum des Stadions Darsteller auf, die Feuerräder oder Funken sprühende Flügel auf dem Rücken trugen.
Im Anschluss folgte der offizielle Teil der Abschlussfeier. IOC-Präsident Jacques Rogge und der Präsident des Organisationskomitees Valentino Castellani wurden dabei von Beckie Scott begleitet, die während der Spiele in die Athletenkommission des IOC gewählt worden war. Castellani wurde vom IOC-Präsidenten der Olympische Orden verliehen. In seiner Rede dankte der OK-Präsident den vielen ehrenamtlichen Helfern und verabschiedete sich stellvertretend für Turin. Während seiner Rede wurde er jedoch durch einen Störer unterbrochen, der eines der Mikrofone am Rednerpult abriss. Dieser wurde jedoch schnell von den Sicherheitskräften in Gewahrsam genommen.

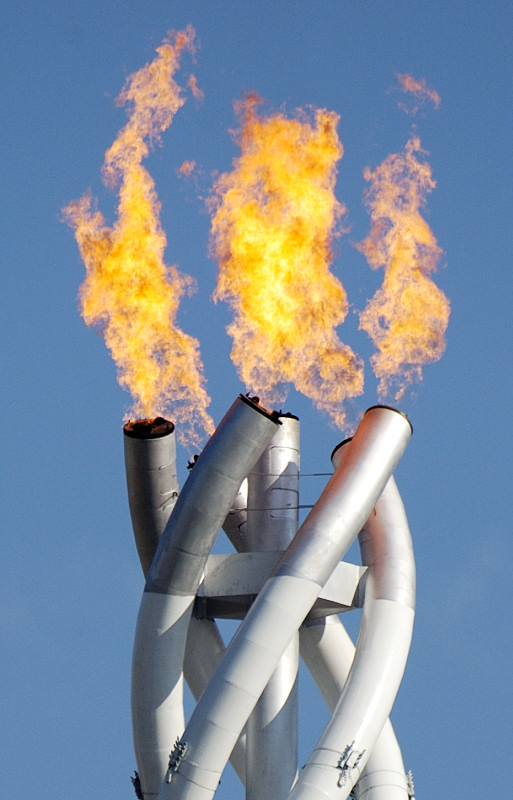
Das olympische Feuer von Turin

Nach Castellani hielt Jacques Rogge eine Rede, in der er Turin „großartige Olympische Spiele“ bescheinigte. Er bedankte sich ebenfalls bei den Helfern und verwies noch auf die in zwei Wochen später stattfindenden Paralympics. Er warb bei den Athleten um Verständnis für das harte Vorgehen des IOC gegen Doping, weil dadurch versucht werde, die Gesundheit der Athleten zu schützen. Am Ende seiner Rede erklärte Jacques Rogge die Spiele von Turin für beendet und lud die Jugend der Welt zu den Olympischen Winterspielen 2010 in Vancouver ein. Er dankte Italien und Turin für die Durchführung der Spiele.
Nun folgte der offizielle Übergang zu Vancouver. Der querschnittgelähmte Bürgermeister von Vancouver, Sam Sullivan, kam auf die Bühne. Die kanadische Flagge wurde gehisst und ein kanadischer Startenor sang die Hymne Kanadas. Der Bürgermeister Turins, Sergio Chiamparino, übergab die olympische Fahne an Sam Sullivan. Die Flagge wurde an seinem Rollstuhl befestigt, damit er diese schwenken konnte. Ein Videoclip, der den Flug über schneebedeckte Berge und einen zugefrorenen Fluss zeigte, war die Überleitung zu einer Gruppe kanadischer Ureinwohner. Ein Darsteller bohrte ein Loch in eine symbolisierte Eisfläche, wie beim Eisfischen, und brach sie dadurch auf. Gleichzeitig bauten andere Darsteller ein Inuksuk, eine Steinfigur der Inuit in Form eines Menschen, welche das offizielle Logo der Spiele von Vancouver ist, auf. Gesanglich wurde das Gastgeberland der nächsten Olympischen Winterspiele durch Avril Lavigne vertreten. Während der Dauer des Songs wurde auf Rollerblades ein Eishockeyspiel nachgestellt. Zum Abschluss der Überleitung nach Vancouver wurde ein Clip gezeigt, der das Motto „Come Play With Us“ („Komm, spiel mit uns“) vorstellte und die olympische Flagge eingeholt. Sie wurde von Nino Benvenuti, Klaus Dibiasi, Gianluca Vialli, Sara Simeoni, Gustav Thöni, Novella Calligaris, Livio Berruti und Mario Cipollini aus dem Stadion getragen.
Das künstlerische Rahmenprogramm wurde mit dem Einmarsch einer kleinen Armee fortgesetzt, die an einen militärischen Sieg Savoyens über Frankreich vor 300 Jahren, der Schlacht von Turin erinnern sollte. Außerdem wurde eine Feuerspeiende Harfe in der Mitte des Stadions aufgebaut. Ein Darsteller spielte auf ihr und im selben Rhythmus wie ihre Feuerstöße gab es aufflackernde Flammen im ganzen Stadion. Als Andrea Bocelli zu singen begann, kamen 380 Bräute ins Stadion. Sie bildeten zuerst eine Friedenstaube und dann das Logo der Olympischen Winterspiele von Turin. Als der ehemalige italienische Skistar Isolde Kostner das Stadion ebenfalls im Brautkleid betrat, erlosch um 22:07 Uhr das olympische Feuer, ohne dass es großes Aufsehen erregte.
Während des nun folgenden Abschlussfeuerwerks sang die Italienerin Elisa Toffoli, die in Salt Lake City bei der Abschlussfeier die italienische Hymne gesungen hatte, das Lied „Luce“ und Ricky Martin das Lied „I don’t care“ sowie seinen Hit von 1998, „La Copa de la Vida“. Am Ende der Abschlussfeier spielte ein DJ, dessen Turntables sich auf dem Amboss aus der Eröffnungsfeier befanden.

## Wettbewerbe

### Biathlon

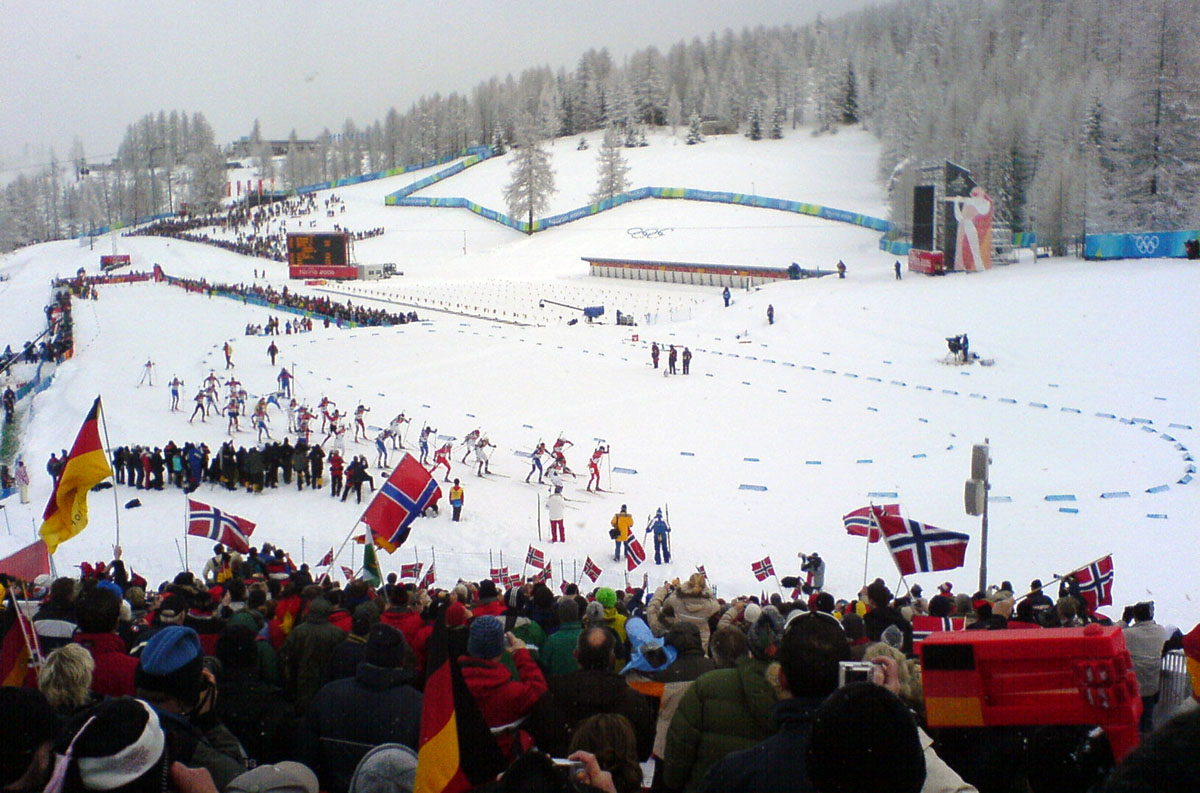
Massenstart 15 Kilometer der Herren

Im Biathlon wurden je fünf Wettbewerbe für Damen und Herren ausgetragen, diese fanden in San Sicario statt. Neu in das Programm aufgenommen wurde das Massenstartrennen; bei den Damen führte dieses über eine Distanz von 12,5 Kilometer, bei den Herren über 15 Kilometer.
Bei den Rennen der Männer dominierten die Athleten aus Deutschland: Am 11. Februar im 20-Kilometer-Einzel wurde der deutsche Michael Greis der erste Olympiasieger dieser Spiele. Er gewann außerdem das Rennen im Massenstart über 15 Kilometer und das Staffelrennen und war der erfolgreichste Biathlet der Olympischen Spiele. Eine weitere Einzelgoldmedaille gewann Sven Fischer im Sprintrennen. Vincent Defrasne gewann das Verfolgungsrennen über 12,5 Kilometer und war der einzige Olympiasieger, der nicht aus Deutschland kam. Hinter den eigenen und den Erwartungen der Öffentlichkeit zurück blieb der überragende Biathlet der vorangegangenen Jahre Ole Einar Bjørndalen, der bei den Olympischen Winterspielen 2002 viermal Olympiasieger geworden war und sich 2006 mit zwei Silbermedaillen und einer Bronzemedaille zufriedengeben musste.
Bei den Frauenrennen kamen die vier Einzelolympiasiegerinnen aus vier verschiedenen Ländern, Deutschland (Kati Wilhelm), Russland (Swetlana Ischmuratowa), Frankreich (Florence Baverel-Robert) und Schweden (Anna Carin Olofsson). Die erfolgreichsten Teams waren das deutsche, das insgesamt sechs Medaillen gewann und das russische, das das Staffelrennen und damit eine zweite Goldmedaille sowie drei weitere Bronzemedaillen gewann. Erfolgreichste Biathletinnen waren Swetlana Ischmuratowa mit zwei Olympiasiegen, Albina Achatowa mit insgesamt drei Medaillen sowie Anna Carin Olofsson, die eine Gold- und eine Silbermedaille in Einzelrennen gewann.
Im 15-Kilometer-Einzel der Damen überquerte die Russin Swetlana Ischmuratowa vor Olga Pyljowa und Martina Glagow die Ziellinie. Die Zweitplatzierte wurde nach dem Wettbewerb jedoch positiv auf die Einnahme des Dopingmittels Carphedon getestet, woraufhin sie ihre Silbermedaille abgeben musste. Glagow gewann somit Silber und die Russin Albina Achatowa Bronze. Im 12,5-Kilometer-Massenstart bestritt Uschi Disl ihr letztes olympisches Rennen und gewann ihre insgesamt neunte olympische Medaille.
Insgesamt dominierten in den Biathlonwettbewerben die deutschen Athleten. Sie gewannen fünf Gold-, vier Silber- und zwei Bronzemedaillen. Je zwei Wettbewerbe gewannen Athleten aus Russland und Frankreich, einen Wettbewerb die Schweden.

### Bobsport
Auf der Bob- und Rodelbahn Pariol in Cesana Torinese fanden drei Wettbewerbe im Bobsport statt. Dabei erwies sich Deutschland als dominierende Nation, die Athleten gewannen alle drei Goldmedaillen. Die aus Thüringen stammenden André Lange und Kevin Kuske waren im Zweierbob und im Viererbob erfolgreich, im Viererbob zusätzlich René Hoppe und Martin Putze. Den Zweierbobwettbewerb der Damen entschieden Sandra Kiriasis und Anja Schneiderheinze für sich. Die Schweizer Bobfahrer Martin Annen und Beat Hefti gewannen sowohl im Zweier- als auch im Viererbob die Bronzemedaille, im Viererbob zusammen mit Thomas Lamparter und Cédric Grand. Der aus Jamaika stammende Lascelles Brown hatte erst kurz vor den Olympischen Spielen die kanadische Staatsbürgerschaft erhalten und gewann zusammen mit Pierre Lueders die Zweierbobsilbermedaille.

### Curling

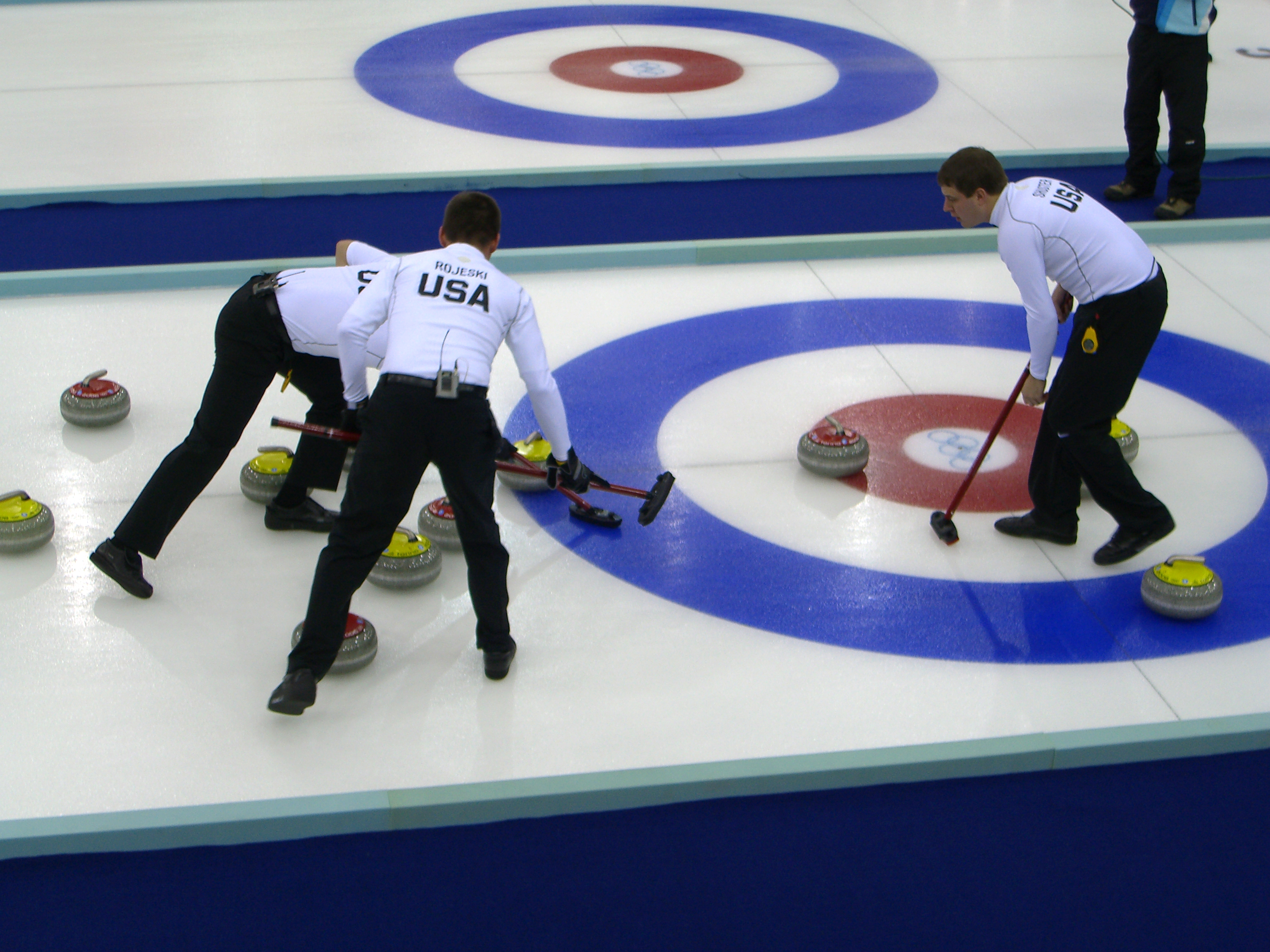
Die US-amerikanische Curlingmannschaft

Die Curling-Turniere der Damen und Herren fanden im Palazzo Polifunzionale del Ghiaccio in Pinerolo statt. An beiden Wettbewerben nahmen jeweils zehn Curlingteams teil, wovon sich neun ihren Startplatz auf Basis eines Punktesystems gesichert hatten, das die Ergebnisse der Weltmeisterschaften der Jahre 2003 (Herren und Damen), 2004 (Herren und Damen) und 2005 berücksichtigte. Die beiden italienischen Curlingteams waren als Gastgeber automatisch qualifiziert.
In der ersten Turnierphase zwischen dem 13. und 20. Februar trat im Round-Robin-System jede Mannschaft gegen jede der neun anderen Mannschaften an. Dabei fanden an jedem Tag drei Sessions statt, eine am Morgen, eine am Nachmittag und eine am Abend. Die vier punktbesten Teams qualifizierten sich für das Halbfinale. Die Sieger der beiden Halbfinalmatches ermittelten im Finale den Olympiasieger, die beiden unterlegenen Halbfinalisten den Gewinner der Bronzemedaille. Die Finalphase dauerte vom 22. bis 24. Februar.
Am Turnier der Herren nahmen die Mannschaften aus Deutschland, Finnland, Italien, Kanada, Neuseeland, Norwegen, Schweden, Schweiz, den USA und dem Vereinigten Königreich teil. Im Finale bezwang Kanada die Mannschaft aus Finnland mit 10:4, im Spiel um Platz drei siegten die Vereinigten Staaten 8:6 gegen das Vereinigte Königreich. Die Schweizer Mannschaft erreichte mit fünf Siegen den fünften Platz, die deutsche Mannschaft gewann lediglich drei Spiele und kam auf Platz acht.
Am Turnier der Damen nahmen die Mannschaften aus Dänemark, Italien, Japan, Kanada, Norwegen, Russland, Schweden, der Schweiz, den Vereinigten Staaten und dem Vereinigten Königreich teil. Im Finale bezwang Schweden die Mannschaft aus der Schweiz mit 7:6 (nach Verlängerung), im Spiel um Platz drei siegte Kanada 11:5 gegen Norwegen.

### Eishockey
Es fand je ein Eishockeyturnier für Damen und Herren statt, Austragungsorte waren die Hallen Palasport Olimpico und Torino Esposizioni in Turin.
Für das Herrenturnier waren zwölf Mannschaften mit jeweils 20 Feldspielern und drei Torhütern zugelassen. Dafür qualifizierten sich die acht besten Teams der Eishockey-Weltrangliste direkt, nämlich Kanada, Schweden, Slowakei, Tschechien, Finnland, die USA, Russland und Deutschland; dazu kam noch Gastgeber Italien. Die weiteren drei Plätze wurden in Qualifikationsturnieren ausgespielt, bei welchen sich die Schweiz, Lettland und Kasachstan qualifizierten.
Die zwölf Mannschaften spielten zunächst in zwei Vorrundengruppen mit jeweils sechs Teams. Die besten vier Mannschaften jeder Gruppe erreichten das Viertelfinale und ermittelten in der Folge im K.-o.-System den Olympiasieger. Die deutsche Mannschaft verpasste mit Platz fünf in der Vorrundengruppe A knapp den Einzug in das Viertelfinale; von den fünf Spielen konnte die Mannschaft keins gewinnen, nur zwei gingen unentschieden aus. Die Schweizer erreichten in der gleichen Gruppe mit zwei überraschenden Siegen gegen Kanada und Tschechien sowie zwei Unentschieden den zweiten Platz, schieden aber im Viertelfinale gegen den späteren Olympiasieger Schweden aus. Der Bronzemedaillengewinner wurde durch die beiden Verlierer des Halbfinals ermittelt, dabei siegte Tschechien 3:0 gegen Russland. Weitere Platzierungsspiele gab es nicht. Olympiasieger wurde das schwedische Team, das im Finale die Mannschaft aus Finnland mit 3:2 besiegte.
Für das olympische Eishockeyturnier der Damen waren acht Teams mit jeweils 20 Feldspielerinnen und drei Torhüterinnen zugelassen. Direkt qualifiziert hatten sich die vier besten Frauenteams der Eishockey-Weltrangliste, also Kanada, die USA, Finnland und Schweden; Gastgeber Italien war als fünftes Team automatisch zugelassen. Die restlichen drei Plätze wurden in einer Qualifikationsrunde vergeben, bei der sich Russland, Deutschland und die Schweiz durchsetzen konnten.
In der Vorrunde des Damenturniers spielten die acht Teams zunächst in zwei Gruppen. Die beiden Erstplatzierten jeder Gruppe erreichten das Halbfinale, die Dritt- und Viertplatzierten spielten in einer Platzierungsrunde um die Plätze fünf bis acht. Die Vorrundenspiele verliefen insgesamt ohne große Überraschungen: Die Kanadierinnen und US-Amerikanerinnen dominierten ihre Spiele, Finnland und Schweden stellten die besten Teams hinter den Nordamerikanerinnen. Im Halbfinale besiegten die Schwedinnen im Penalty-Schießen die hoch favorisierte US-amerikanische Mannschaft und sorgten für das erste nichtnordamerikanische Finale bei Weltmeisterschaften oder Olympischen Spielen. Im Finale bezwang Kanada die Mannschaft aus Schweden mit 4:1, im Spiel um Platz drei siegten die Vereinigten Staaten 4:0 gegen Finnland. Das deutsche Team verpasste mit Platz drei in der Vorrundengruppe B knapp den Einzug in das Viertelfinale; von den drei Spielen konnte es nur jenes gegen die Schweiz gewinnen. Die Schweizerinnen wiederum erreichten mit drei Niederlagen den vierten und letzten Platz dieser Gruppe.

### Eiskunstlauf

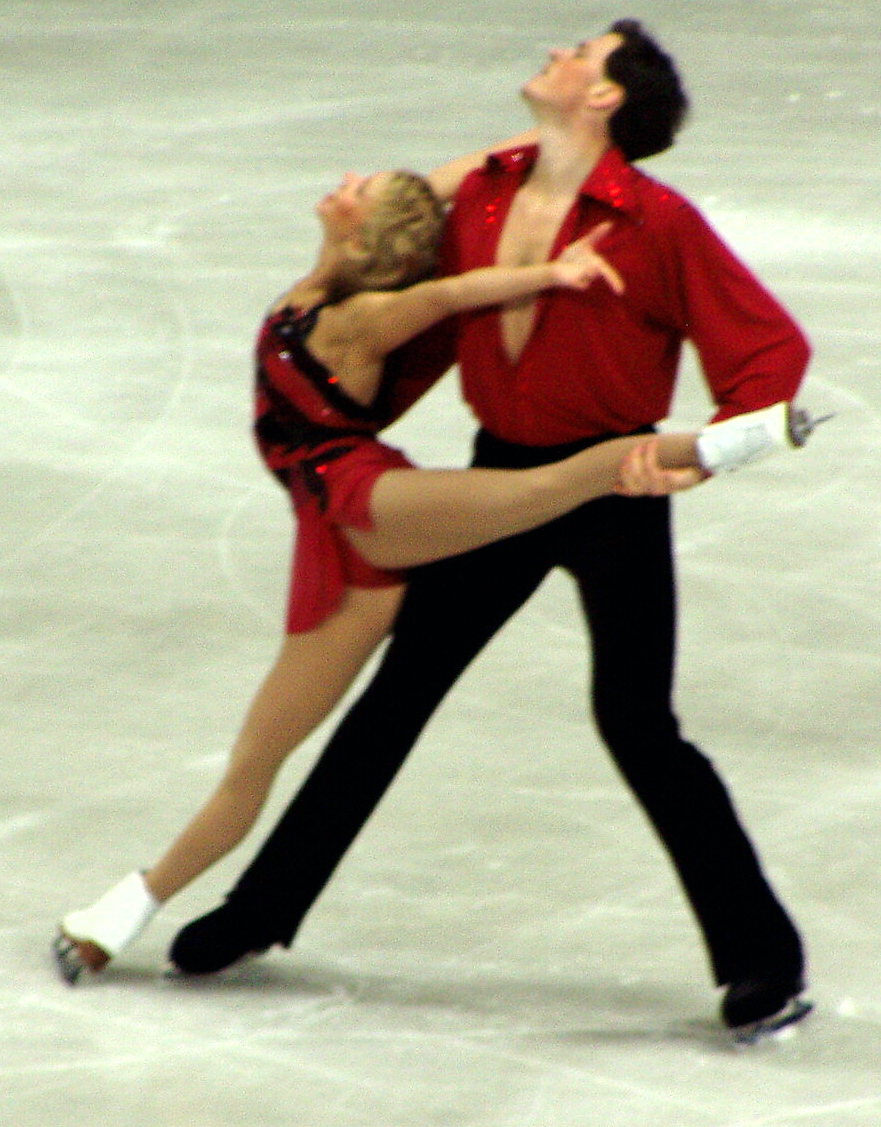
Das russische Paar Tatjana Totmjanina und Maxim Marinin

Im Eiskunstlauf wurden vier Wettbewerbe in der Halle Torino Palavela in Turin ausgetragen. Den Einzelwettbewerb der Herren gewann der Russe Jewgeni Pljuschtschenko überlegen mit 258,33 Punkten vor dem Schweizer Stéphane Lambiel mit 231,21 Punkten und dem Kanadier Jeffrey Buttle mit 227,59 Punkten. Der einzige deutsche Teilnehmer Stefan Lindemann wurde nach einer schlechten Kurzkür und einer schwachen Kür lediglich 21. von 24 Läufern im Finale mit nur 172,57 Punkten. Im Eiskunstlauf der Damen gewann die Japanerin Shizuka Arakawa als erste Asiatin eine olympische Goldmedaille im Eiskunstlaufen, vor der US-Amerikanerin Sasha Cohen und der Russin Irina Sluzkaja.
Im Paarlaufwettbewerb musste das chinesische Paar Zhang Dan und Zhang Hao nach einem Sturz von Zhang Dan die Kür einige Minuten unterbrechen. Sie erlitt eine Bänderdehnung, konnte aber trotzdem die zweite Position nach dem Kurzprogramm behaupten. Die Sieger in dieser Disziplin waren die Russen Tatjana Totmjanina und Maxim Marinin. Das deutsche Paar Aljona Savchenko und Robin Szolkowy errang Platz sechs, das zweite deutsche Paar Eva-Maria Fitze und Rico Rex belegte am Ende Platz 15. Im von vielen Fehlern und Stürzen gekennzeichneten Eistanz siegten die Russen Tatjana Nawka und Roman Kostomarow mit 200,64 Punkten.
Insgesamt dominierten in den Eiskunstlaufwettbewerben die russischen Athleten. Sie gewannen drei Gold- und eine Bronzemedaille.

### Eisschnelllauf
Auf dem Oval Lingotto in Turin fanden je sechs Wettbewerbe für Damen und Herren im Eisschnelllauf statt. Neu im Programm war der Teamverfolgungswettkampf, der nach dem gleichen Modus wie sein Pendant im Bahnradsport ausgetragen wurde. In den Eisschnelllaufwettbewerben gab es sehr viele Favoriten, was zu ausgeglichenen und spannenden Wettkämpfen führte. Die erfolgreichsten Eisschnellläufer kamen mit drei Gold-, drei Silber- und einer Bronzemedaille aus den Vereinigten Staaten. Auch Athleten aus den Niederlanden, Kanada, Italien und Russland wurden Olympiasieger. Bekannte Olympiasieger dieser Spiele im Eisschnelllauf waren Joey Cheek, Enrico Fabris, Chad Hedrick, Marianne Timmer, Cindy Klassen und Ireen Wüst. In der Teamverfolgung der Damen gewann die deutsche Mannschaft mit Anni Friesinger, Claudia Pechstein, Daniela Anschütz-Thoms, Lucille Opitz und Sabine Völker die Goldmedaille vor Kanada und Russland. Claudia Pechstein errang im 5000-Meter-Lauf außerdem die Silbermedaille, Anni Friesinger im 1000-Meter-Lauf die Bronzemedaille.

### Freestyle-Skiing
Im Freestyle-Skiing wurden im Ort Jouvenceaux in der Gemeinde Sauze d’Oulx je zwei Wettbewerbe für Damen und Herren ausgetragen. Die Buckelpiste hatte eine Länge von 223 Metern und war 10 Meter breit, das Gefälle lag bei 26,5°. Bei den Herren setzte sich der Australier Dale Begg-Smith mit 26,77 Punkten vor dem Finnen Mikko Ronkainen und dem US-Amerikaner Toby Dawson durch. Bei den Damen gewann die Kanadierin Jennifer Heil mit 26,50 Punkten vor der Norwegerin Kari Traa und der französischen Athletin Sandra Laoura. Die amtierende Weltmeisterin Hannah Kearney aus den USA war bereits in der Qualifikation ausgeschieden.
Im Springen der Herren gewann der Chinese Han Xiaopeng vor dem Belarussen Dsmitryj Daschtschynski und dem Russen Wladimir Lebedew. Es gab somit bei Olympischen Winterspielen erstmals Gold für die Volksrepublik China. – Bei den Damen setzte sich die Schweizerin Evelyne Leu gegen die Chinesin Li Nina und die Australierin Alisa Camplin durch. Der Finaldurchgang der Damen musste wegen dichten Nebels um eine halbe Stunde verschoben werden und war auch sonst von zahlreichen Unterbrüchen geprägt. Die Australierin Jacqui Cooper hatte in der Qualifikation einen neuen Weltrekord aufgestellt, stürzte jedoch im Finaldurchgang und erreichte so nur den achten Platz.

### Rennrodeln

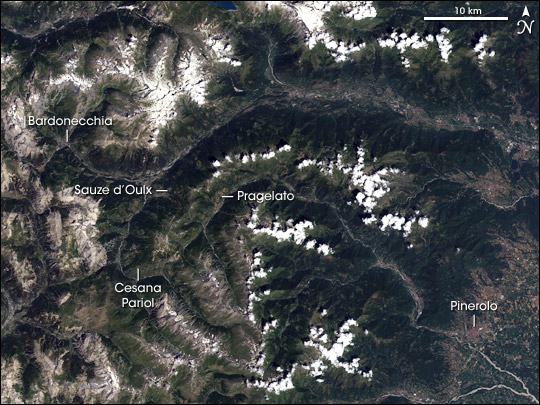
Die Turiner Alpen – Auf der Bahn Cesana Pariol fanden die Wettbewerbe im Bobsport, Rennrodeln und Skeleton statt

Im Rennrodeln wurden auf der Bob- und Rodelbahn Pariol in Cesana Torinese drei Wettbewerbe ausgetragen. Den Einsitzerwettbewerb der Herren gewann der Italiener Armin Zöggeler vor dem Russen Albert Demtschenko und dem Letten Mārtiņš Rubenis. Der deutsche Athlet Georg Hackl verfehlte sein Ziel, bei seiner sechsten Olympiateilnahme die sechste Medaille zu gewinnen, klar und erreichte lediglich den siebten Platz. Im Doppelsitzer siegten die österreichischen Brüder Andreas Linger und Wolfgang Linger vor den Deutschen André Florschütz und Torsten Wustlich und den beiden Südtirolern Gerhard Plankensteiner und Oswald Haselrieder. Im Einsitzer der Damen belegten die deutschen Sportlerinnen die Plätze eins bis drei. Mit einer Gesamtzeit von 3:07,979 Minuten setzte sich die Oberwiesenthalerin Sylke Otto gegen die Oberhoferin Silke Kraushaar und Tatjana Hüfner durch.

### Shorttrack
In der Halle Torino Palavela in Turin fanden je vier Wettbewerbe für Damen und Herren im Shorttrack statt. Die erfolgreichsten Sportler der Olympischen Spiele 2006 starteten in dieser Sportart: Der Koreaner Ahn Hyun-soo wurde mit drei Goldmedaillen über 1000 Meter, 1500 Meter und in der 5000-Meter-Staffel sowie einer Bronzemedaille über 500 Meter erfolgreichster Athlet dieser Olympischen Winterspiele, während die Koreanerin Jin Sun-yu mit drei Goldmedaillen über 1000 Meter, 1500 Meter und in der 3000-Meter-Staffel erfolgreichste Frau bei diesen Spielen wurde. Außerdem war sie die erste südkoreanische Sportlerin, die bei Olympischen Spielen drei Goldmedaillen holte.
In den Shorttrackwettbewerben dominierten die koreanischen Sportler, welche sechs Gold-, drei Silber- und eine Bronzemedaille gewannen. Ebenfalls erfolgreich waren die Athleten aus China, den USA, Kanada, Bulgarien und Italien.

### Skeleton
Auf der Bob- und Rodelbahn Pariol in Cesana Torinese wurde je ein Wettbewerb für Damen und Herren im Skeleton ausgetragen. Bei den Herren waren 27 Fahrer aus 19 Nationen am Start. Der Kanadier Duff Gibson wurde mit einer Gesamtzeit von 1:55,88 Minuten aus zwei Läufen Olympiasieger. Mit 39 Jahren ist er der älteste Sieger einer Individualsportart bei Olympischen Winterspielen. Die Silbermedaille gewann sein Landsmann Jeff Pain, Dritter wurde der Schweizer Gregor Stähli. Die deutschen Starter Sebastian Haupt und Frank Rommel belegten am Ende Platz neun beziehungsweise 24. Der Österreicher Martin Rettl, der Weltmeister von 2001 und Zweitplatzierte bei den Winterspielen 2002, enttäuschte mit Platz 13.
Bei den Damen waren 15 Fahrerinnen aus zwölf Nationen am Start. Die Schweizerin Maya Pedersen-Bieri gewann souverän die Goldmedaille. Sie erzielte in beiden Läufen Bestzeit, fuhr als einzige Fahrerin einen Lauf unter einer Minute, stellte einen neuen Bahnrekord auf und erzielte mit 123,1 km/h einen neuen Geschwindigkeitsrekord. Ihre Gesamtzeit lag bei 1:59,83 Minuten. Auf den weiteren Plätzen folgten die Britin Shelley Rudman und die Kanadierin Mellisa Hollingsworth. Die Deutsche Diana Sartor verpasste den Bronzerang nur um 0,28 Sekunden und belegte Platz vier. Die zweite deutsche Starterin Anja Huber kam am Ende auf Platz acht.

### Ski Alpin
Im Alpinen Skisport wurden je fünf Wettbewerbe für Damen und Herren ausgetragen. Sieben der zehn Wettkämpfe fanden in Sestriere auf drei verschiedenen Pisten statt, drei Wettbewerbe der Damen in San Sicario auf dem Gebiet der Gemeinde Cesana Torinese.
Das erste Rennen der Herren, die Abfahrt, endete mit einer Überraschung; es gewann der Franzose Antoine Dénériaz vor dem Österreicher Michael Walchhofer und dem Schweizer Bruno Kernen, während Favoriten wie Daron Rahlves oder Bode Miller leer ausgingen. Ebenfalls überraschend endete der Kombinationswettbewerb: Nachdem zahlreiche Favoriten ausgeschieden waren (darunter der Österreicher Benjamin Raich, der sich mit Rang 1 nach dem ersten Slalomdurchgang auf Goldkurs befand, aber im zweiten Slalomdurchgang strauchelte), siegte der US-Amerikaner Ted Ligety, dem man eine solche Leistung eigentlich eher im Slalom zugetraut hatte. Die weiteren Medaillen gewannen Ivica Kostelić und Rainer Schönfelder.
Der Super-G am 18. Februar, der um 11 Uhr begonnen hatte, musste wegen starken Schneefalls und dichten Nebels nach 17 Fahrern (dem Schweizer Bruno Kernen) abgebrochen werden, wurde zunächst auf 13:30 Uhr und schließlich auf 14:45 Uhr verlegt. Zum Zeitpunkt der Annullierung führte der Franzose Pierre-Emmanuel Dalcin vor den beiden Kanadiern Manuel Osborne-Paradis und John Kucera. Schließlich gewann der Norweger Kjetil André Aamodt, der damit nach 1992 und 2002 zum dritten Mal Olympiasieger in dieser Disziplin wurde. Während nun Osborne-Paradis Rang 20 und John Kucera Rang 22 belegten, schied Dalcin beim Re-Start aus. – Zweiter des Super-G der Österreicher Hermann Maier, Dritter der Schweizer Ambrosi Hoffmann. Den Riesenslalom gewann Benjamin Raich vor Joël Chenal, der somit die erste Herren-"Riesen"-Medaille für die "Grande Nation" seit Jean-Claude Killy (Grenoble 1968) erlangte. Hermann Maier holte sich mit Platz drei seine zweite Medaille bei diesen Spielen. Der Kanadier François Bourque, der nach dem ersten Lauf noch in Führung gelegen hatte, ging als Vierter leer aus.
Im Slalom erwiesen sich die Österreicher als überlegen und gewannen alle drei Medaillen; Benjamin Raich siegte (mit zweimal Laufbestzeit) vor Reinfried Herbst und Rainer Schönfelder. Es war dies das erste Slalom-Dreifachpodest für eine Nation (sowohl bei Weltmeisterschaften als auch bei Olympia) in der Nachkriegszeit. – Der Italiener Giorgio Rocca, der in der laufenden Weltcup-Saison fünf Rennen hintereinander gewonnen hatte, hielt dem Erwartungsdruck seiner Landsleute nicht stand und schied im ersten Lauf aus.
Die Wettbewerbe der Damen begannen ebenfalls mit der Abfahrt. Es gewann Michaela Dorfmeister aus Österreich vor der Schweizerin Martina Schild, der Enkelin der Abfahrtsolympiasiegerin von 1948, Hedy Schlunegger, und der mitfavorisierten Anja Pärson. Den Kombinationswettbewerb gewann die Kroatin Janica Kostelić, obwohl sie von einer Grippe geschwächt an den Start ging. Mit der insgesamt vierten Goldmedaille wurde sie zur erfolgreichsten Athletin an alpinen Olympiarennen überhaupt, vier Tage zuvor hatte ihr Bruder Ivica Kostelić in derselben Disziplin die Silbermedaille gewonnen. Die Silbermedaille gewann (überraschend) Marlies Schild, während Anja Pärson den dritten Platz belegte und damit – erneut mitfavorisiert – ihren ersten Olympiasieg versäumte. Die Kombinationsabfahrt hätte ursprünglich am 17. Februar um 12:00 Uhr stattfinden sollen, wurde aber wegen schlechter Witterungsbedingungen um einen Tag verschoben, so dass zuerst der Kombinationsslalom ausgetragen wurde.
Auch im Super-G gewann Michaela Dorfmeister die Goldmedaille, diesmal vor Janica Kostelić und Alexandra Meissnitzer. Dieser Wettkampf hätte ursprünglich am 19. Februar um 12 Uhr stattfinden sollen, wurde aber wegen schlechter Witterungsbedingungen um einen Tag verschoben, am 20. Februar dann noch einmal von 12:00 auf 14:45 Uhr. Ebenfalls von schlechten Witterungsbedingungen betroffen war der Riesenslalom, der aber trotz heftigen Schneefalls und dichten Nebels programmgemäß durchgeführt wurde. Es gewann die US-Amerikanerin Julia Mancuso vor der Finnin Tanja Poutiainen, welche die erste olympische Alpinmedaille für Finnland errang; die Schwedin Anna Ottosson stieß im zweiten Lauf vom 13. auf den 3. Platz vor. Das letzte Rennen, den Slalom, gewann (endlich) die Schwedin Anja Pärson, die damit zum ersten Mal Olympiasiegerin wurde. Die weiteren Medaillen gingen an Nicole Hosp und Marlies Schild, die nach der Kombinationssilbermedaille nun Bronze gewann. Dass der Schweizer Verband keine Läuferin stellte, war eingedenk dessen, welche Erfolge durch speziell Erika Hess und Vreni Schneider (nebst auch Sonja Nef, Lise-Marie Morerod) errungen worden waren, ein Tiefpunkt.
Mit insgesamt vier Gold-, fünf Silber- und fünf Bronzemedaillen dominierte die österreichische Skimannschaft diese Wettbewerbe. Sie gewannen fast die Hälfte aller erreichbaren Medaillen. Die erfolgreichsten Athleten waren die Österreicher Benjamin Raich und Michaela Dorfmeister mit je zwei Goldmedaillen. Weitere Olympiasieger kamen aus den USA, Frankreich, Kroatien, Norwegen und Schweden. Schweizer Skiläufer gewannen eine Silber- und zwei Bronzemedaillen, während die Gastgeber aus Italien die guten Resultate im Weltcup nicht bestätigen konnten und wie die Teilnehmer aus Deutschland keinen einzigen Podestplatz erreichten. – Im Team des DSV fehlte allerdings eine potentielle Medaillenanwärterin, nämlich Maria Riesch: Sie zog sich am 10. Dezember 2005 im zweiten Durchgang des Weltcup-Riesenslaloms in Aspen bei einem Sturz eine Riss des vorderen Kreuzbandes im linken Knie und eine Meniskusblessur und Knochenstauchung zu, nachdem sie schon am 12. Januar 2005 beim Super-G in Cortina d’Ampezzo einen Riss des vorderen Kreuzbandes im rechten Knie erlitten hatte und damit für die Weltmeisterschaft in Bormio ausgefallen war.
Aus den tatsächlichen oder möglichen Teilnehmer- bzw. Nennungslisten hatten von den jeweiligen Verbänden auch Hilde Gerg, Caroline Lalive, Sonja Nef, Marlies Oester, Johanna Schnarf bzw. Hans Grugger, Tobias Grünenfelder und Mario Scheiber wegen Verletzungen sowie Isolde Kostner (Schwangerschaft) gestrichen werden müssen.

### Ski Nordisch

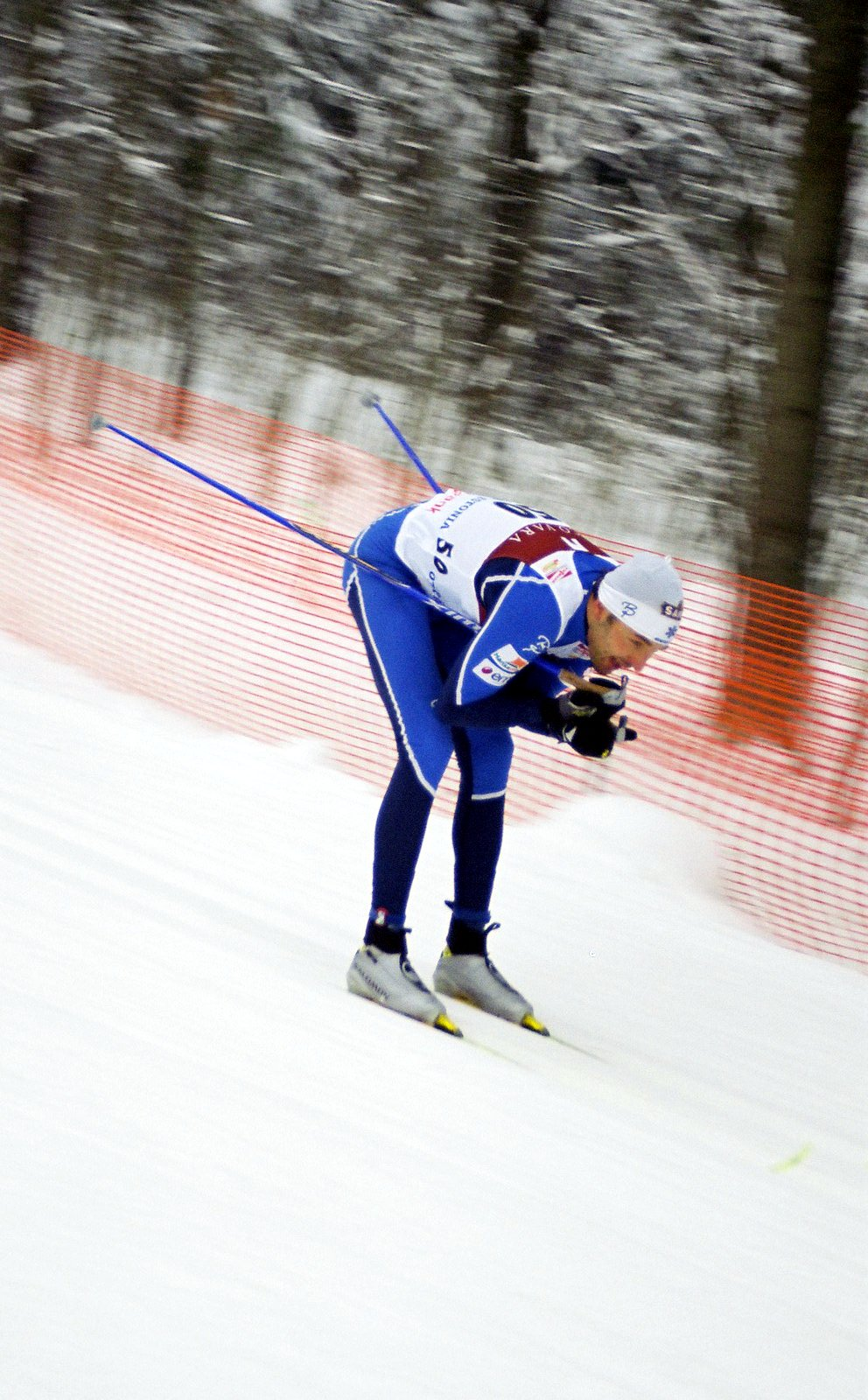
Andrus Veerpalu wurde Olympiasieger im 15-Kilometer-Langlauf

Sämtliche nordischen Skiwettkämpfe fanden auf dem Gebiet der Gemeinde Pragelato statt. Im Langlauf wurden je sechs Wettbewerbe für Damen und Herren ausgetragen. Außerdem fanden für die Herren je drei Wettkämpfe in der Nordischen Kombination und im Skispringen statt. Der 30-Kilometer-Massenstart der Herren und der 15-Kilometer-Massenstart der Damen wurde aus dem Programm gestrichen. Dafür kam der Team-Sprint als neue Disziplin hinzu. Der 50-Kilometer-Lauf der Herren und der 30-Kilometer-Lauf der Damen wurden erstmals im Massenstart ausgetragen. In den Verfolgungsrennen wurden im Sinne einer Doppelverfolgung beide Streckenabschnitte (15 km klassisch/15 km freier Stil bei den Herren und 7,5 km klassisch/7,5 km freie Technik bei den Damen) ohne Pause nacheinander mit Skiwechsel absolviert.
Im Langlauf-Teamsprint (klassischer Stil) der Herren hatten sich auch die Deutschen Hoffnungen auf eine Medaille gemacht, jedoch mussten sie sich dem schwedischen, norwegischen und russischen Team geschlagen geben; Olympiasieger in dieser Disziplin wurden Thobias Fredriksson und Björn Lind. Im 15-Kilometer-Rennen (klassischer Stil) sorgte Tobias Angerer mit einem dritten Platz hinter dem Esten Andrus Veerpalu und dem Tschechen Lukáš Bauer für die erste deutsche Langlaufmedaille bei diesen Spielen.
Die 30-Kilometer-Doppelverfolgung verlief für die Läufer des Deutschen Skiverbands enttäuschend: René Sommerfeldt gab das Rennen auf und Tobias Angerer, der zum engsten Favoritenkreis gehört hatte, belegte lediglich Platz 12. Sieger dieses Rennens war der Russe Jewgeni Dementjew, einen guten siebten Platz belegte der Österreicher Michail Botwinow.
Die Königsdisziplin, den 50-Kilometer-Wettbewerb im freien Stil, gewann in einem Schlussspurt der Lokalmatador Giorgio Di Centa vor Jewgeni Dementjew und Michail Botwinow. Auch in der 4-mal-10-Kilometer-Staffel gewannen die Italiener. Die deutsche Mannschaft mit den Läufern Andreas Schlütter, Jens Filbrich, René Sommerfeldt und Tobias Angerer errang vor den Schweden die Silbermedaille. Die Schweizer erreichten Platz sieben, während die von einer in Folge des Dopingskandals nächtlich durchgeführten Razzia betroffenen Österreicher nicht mithalten konnten und in der dritten Runde aus dem Rennen genommen wurden.
Auch bei den Damen war die schwedische Mannschaft den Team-Sprintwettbewerb im klassischen Stil erfolgreich; Anna Dahlberg und Lina Andersson gewannen vor dem kanadischen und dem finnischen Team. Die deutsche Mannschaft mit Viola Bauer und Evi Sachenbacher-Stehle hatte sich Hoffnungen auf eine Medaille gemacht, verpasste diese mit Platz fünf jedoch ebenso wie das hoch favorisierte norwegische Team. In der 4-mal-5-Kilometer-Staffel gewann die russische Mannschaft. Die deutschen Läuferinnen Stefanie Böhler, Viola Bauer, Evi Sachenbacher-Stehle und Claudia Künzel, errangen vor den Italienerinnen die Silbermedaille.
Den Einzelsprintwettbewerb im freien Stil gewann überraschend die Kanadierin Chandra Crawford vor Claudia Künzel. Sowohl über 10 Kilometer im klassischen Stil wie auch im Verfolgungsrennen siegte die Estin Kristina Šmigun. Im 30-Kilometer-Lauf, der im freien Stil ausgetragen wurde, war die Tschechin Kateřina Neumannová die Schnellste und kam nach vorher fünfmal Silber oder Bronze erstmals zu olympischen Gold.
Im Sprintwettbewerb der Nordischen Kombination wurde das Springen nach 16 Springern wegen des starken Gegenwindes abgebrochen und mit verkürztem Anlauf neu gestartet. Das machte auch eine Verschiebung des abschließenden Langlaufs um eine Stunde auf 15 Uhr notwendig. Diesen Wettbewerb gewann der Österreicher Felix Gottwald vor Magnus Moan und dem deutschen Athleten Georg Hettich. Im Einzelwettbewerb ging Georg Hettich nach dem Springen als Erster in die Loipe und verteidigte seinen ersten Platz bis zum Ende des Rennens, Platz zwei erkämpfte sich der Österreicher Felix Gottwald mit fast zehn Sekunden Rückstand. Der Bronzemedaillengewinner Magnus Moan wurde erst im Fotofinish ermittelt.
Die Mannschaftswertung gewann die österreichische Mannschaft vor der deutschen und der finnischen, wobei das deutsche Team nach dem Springen noch um 10,3 Punkte vor Österreich geführt hatte. Das Springen musste wegen starken Windes nach dem ersten Durchgang abgebrochen werden. Dadurch verschoben sich der zweite Durchgang des Springens und die Langlaufstaffel um einen Tag. Das norwegische Team verzichtete wegen einer Grippeerkrankung von drei der vier Athleten auf den Start. Nach der Verschiebung musste auch Italien aus gesundheitlichen Gründen auf eine weitere Teilnahme verzichten.
Die Skisprungwettbewerbe wurden von den österreichischen und norwegischen Sportlern dominiert. Österreich errang hierbei zwei Gold- und eine Silbermedaille durch Thomas Morgenstern (Gold, K120), Andreas Kofler (Silber, K120) und den Sieg in der Mannschaft. Bei der Entscheidung auf der Großschanze entschied das Minimum von einem Zehntel Punkt für Morgenstern, dies ausgerechnet gegen seinen Zimmerkameraden Kofler, während Rang drei bereits einen großen Abstand von 26,2 Punkten aufwies. Norwegen gewann eine Gold- und drei Bronzemedaillen, durch Lars Bystøl (Gold, K90), Roar Ljøkelsøy (Bronze, K90) und dem dritten Platz im Team. Ein vierter Platz von Michael Uhrmann auf der Normalschanze war ein durchaus achtbares Ergebnis der deutschen Mannschaft. Außerdem stand Uhrmann hierbei mit 104,5 Metern den weitesten Sprung des zweiten Durchgangs. Auch im Mannschaftsspringen von der Großschanze erreichte die deutsche Mannschaft einen vierten Platz. Überschattet waren aus deutscher Sicht die Sprungbewerbe durch die Suspendierung von Alexander Herr am 18. Februar. – Bester Schweizer war Andreas Küttel mit den Plätzen fünf auf der Normal- und sechs auf der Großschanze.

### Snowboard
Im Snowboarden wurden je drei Wettbewerbe für Damen und Herren ausgetragen; diese fanden in Melezet bei Bardonecchia statt. Neu in das Programm aufgenommen wurde die Disziplin Snowboardcross. Der Parallel-Riesenslalomkurs hatte 24 Tore und eine Höhendifferenz von 163 Metern. Die Halfpipe war 145 Meter lang und 18 Meter breit, hatte ein Gefälle von 16° und eine Seitenhöhe von 5,7 Metern. Der Snowboardcross-Kurs hatte eine Höhendifferenz 213 Metern und wies 38 Hindernisse auf.
Diese Wettkämpfe wurden von den Sportlern der Vereinigten Staaten dominiert, die drei Gold-, drei Silber- und eine Bronzemedaille gewannen. Auch die Schweiz mit drei Gold- und einer Silbermedaille war sehr erfolgreich. Mit zwei Doppelsiegen dominierten die Amerikaner die Halfpipewettbewerbe, Sieger waren Shaun White bei den Herren und Hannah Teter bei den Frauen. Die Deutsche Amelie Kober gewann als Außenseiterin die Silbermedaille im Parallel-Riesenslalom, die Angehörige der Bundespolizei musste sich dabei nur der Schweizerin Daniela Meuli geschlagen geben. Den Sieg im Parallel-Riesenslalom der Herren machten die Schoch-Brüder aus der Schweiz unter sich aus, dabei gewann Philipp vor Simon.
Der kurioseste Vorfall dieser Wettbewerbe ereignete sich im Damenfinale der Disziplin Snowboardcross. Lindsey Jacobellis vergab ihre sichere Goldmedaille wegen eines übermütigen Griffes an das Board, der zu einem Sturz führte, und landete nur auf Platz zwei; der Sieg ging an die Schweizerin Tanja Frieden. Am Tag zuvor hatte der US-Amerikaner Seth Wescott, der seit Jahren mit Frieden liiert war, ebenfalls die Goldmedaille in dieser Disziplin gewonnen.

## Herausragende Sportler und Leistungen
Der erfolgreichste Athlet dieser Winterspiele war mit drei Olympiasiegen und einer Bronzemedaille der südkoreanische Shorttrackläufer Ahn Hyun-soo vor dem Deutschen Michael Greis mit drei Goldmedaillen. Die erfolgreichste Athletin der Spiele war die Shorttrack-Läuferin Jin Sun-yu aus Südkorea, die drei Goldmedaillen gewinnen konnte. Die meisten Medaillen aller Teilnehmer gewann die Eisschnellläuferin Cindy Klassen aus Kanada, die einmal Olympiasiegerin wurde sowie eine Silbermedaille und drei Bronzemedaillen gewinnen konnte.

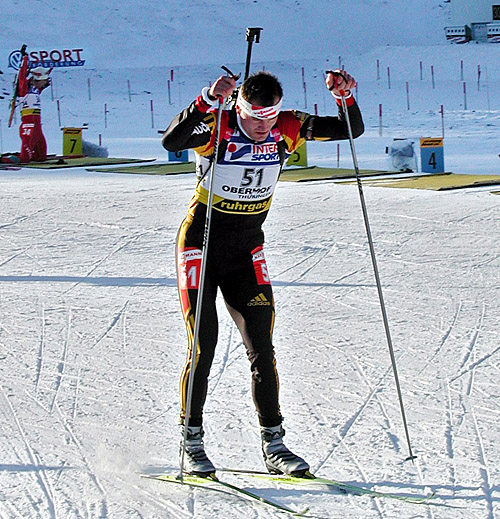
Der deutsche Biathlet Sven Fischer 2003

Der Deutsche André Lange war der erste Bobfahrer seit Wolfgang Hoppe (DDR) 1984 in Sarajevo, der sowohl im Zweier- als auch im Viererbob die Goldmedaille gewinnen konnte. Neben ihm und Michael Greis gehörte auch der Biathlet Sven Fischer, der neben zwei Goldmedaillen einmal Bronze gewann, zu den erfolgreichsten deutschen Teilnehmern. Felix Gottwald wurde mit seinen zwei Goldmedaillen und einer Silbermedaille, die er in der Nordischen Kombination errungen hatte, der erfolgreichste Teilnehmer aus Österreich. Zu den erfolgreichsten österreichischen Sportlern gehörten auch die Skirennläufer Michaela Dorfmeister und Benjamin Raich sowie der erst neunzehnjährige Skispringer Thomas Morgenstern mit jeweils zwei Olympiasiegen. Martin Annen und sein Teampartner Beat Hefti gewannen im Zweierbob und im Viererbob jeweils die Bronzemedaille und waren damit die einzigen Teilnehmer aus der Schweiz, die mehr als eine Medaille gewannen.
Bei den Olympischen Winterspielen von Turin gab es zwei Entscheidungen, bei denen sämtliche zu vergebende Medaillen von Sportlern eines Landes gewonnen wurden: Beim Einsitzerrodeln der Damen gingen Gold, Silber und Bronze an Deutschland, und die Medaillen beim Alpin-Slalom der Herren gewannen drei Österreicher.
Ole Einar Bjørndalen (Rang 4 mit insgesamt 5 Goldmedaillen, 3 Silbermedaillen, 1 Bronzemedaille), Kjetil André Aamodt (14., 4-2-2) und Janica Kostelić (18., 4-2-0) etablierten sich mit ihren Medaillengewinnen ebenso unter den historisch erfolgreichsten Teilnehmern Olympischer Winterspiele wie die deutschen Sportler Claudia Pechstein (5., 5-2-2), Ricco Groß (13., 4-3-1) und Sven Fischer (14., 4-2-2). Pechstein ist damit die erfolgreichste aller deutscher Teilnehmer an Olympischen Winterspielen.
Georg Hackl gewann als Siebtplatzierter beim Rodeln zwar keine Medaille, konnte jedoch seine sechste Teilnahme bei Olympischen Winterspielen seit 1988 begehen.

## Doping
Bei den Olympischen Winterspielen in Turin wurden die schärfsten Dopingkontrollen der Geschichte durchgeführt. So gab es zum Beispiel erweiterte Tests auf Wachstumshormone oder EPO. Dazu kam, dass neben einer zweijährigen Wettkampfsperre den überführten Dopingsündern auch Ermittlungen der italienischen Staatsanwaltschaft drohten, da Doping in Italien ein Offizialdelikt ist. Zwar versicherte man dem IOC, Staatsanwaltschaft und auch Polizei würden keine Athletenwohnungen durchsuchen, aber bei positiven Dopingtests würde es trotzdem zu Ermittlungen kommen.
In den ersten Tagen nach der Anreise der Sportler wurden vor allem Athleten kontrolliert, die in den Wochen vor Olympia nicht in den Weltcups gestartet waren und in dieser Zeit abseits der Tests ein auf die Spiele zugeschnittenes Doping durchgeführt haben könnten. Zu den Kontrollierten gehörten unter anderem der deutsche Biathlet Ricco Groß, die deutsche Eisschnellläuferin Anni Friesinger und der amerikanische Skifahrer Bode Miller. Ein Kritikpunkt der Sportler war dabei jedoch die Durchführung der Tests, da sie von der Wettkampfstätte bis zu 25 Kilometer zur Dopingprobe zurücklegen mussten und dadurch ihr Trainingsrhythmus gestört wurde.
Bei einer vorolympischen Kontrolle im Januar wurde der brasilianische Bobfahrer Armando dos Santos positiv auf das anabole Steroid Nandrolon getestet und von den Spielen ausgeschlossen. Der erste Dopingfall während der Spiele wurde am 16. Februar bekannt. Die Russin Olga Pyljowa, die im Biathlon-Einzelrennen die Silbermedaille gewonnen hatte, wurde mit A- und B-Probe des Dopings mit dem verbotenen Mittel Carphedon überführt und von der weiteren Teilnahme ausgeschlossen. Die Silbermedaille wurde aberkannt und eine zweijährige Sperre auferlegt.
Am 18. Februar erfolgte eine groß angelegte Haus- und Personendurchsuchung im Quartier der österreichischen Langläufer und Biathleten. Die österreichischen Biathleten und auch die Langläufer, welche am nächsten Tag im Herrenstaffelwettbewerb zum Einsatz kamen, mussten sich am späten Abend einer Dopingprobe unterziehen. Der Grund für diese Aktion war die mehrtägige Anwesenheit des wegen Dopingvergehens für Olympische Spiele gesperrten österreichischen Langlauftrainers Walter Mayer. Dieser war verschwunden und tauchte in Kärnten wieder auf, wo er alkoholisiert im PKW versuchte, eine Polizeisperre zu durchbrechen. Erst aufgrund dieses Vorfalls distanzierte sich die Spitze des Österreichischen Skiverbands von Mayer, indem er fristlos entlassen wurde.
Eine Zeit lang hielt sich das Gerücht, ein Betreuer habe einen Beutel mit Beweismitteln aus dem Fenster geworfen, um diese zu beseitigen, aber in den offiziellen Stellungnahmen der italienischen Staatsanwaltschaft findet dieser Vorfall keine Erwähnung. Jedoch erklärte der Turiner Staatsanwalt Raffaele Guariniello, dass über 100 Spritzen, 30 Schachteln mit Medikamenten und diverse Apparate für Bluttests und Transfusionen bei der Razzia gefunden wurden. In der Nacht nach der Durchsuchungsaktion setzten sich die beiden österreichischen Biathleten Wolfgang Perner und Wolfgang Rottmann aus Italien ab. Sie wurden wegen unerlaubten Entfernens vom Team aus der österreichischen Olympiamannschaft ausgeschlossen.
Am 24. Februar wurde vom Internationalen Olympischen Komitee (IOC) – entgegen der normalen Vorgehensweise – bekannt gegeben, dass die Dopingproben aller getesteten österreichischen Sportler negativ ausgefallen sind. Normalerweise werden vom IOC nur positive Dopingbefunde bekannt gegeben. Dennoch gehen die Untersuchungen in diesem Fall weiter, da seitens der italienischen Staatsanwaltschaft und des IOC der Verdacht besteht, dass unerlaubte Dopingmethoden, insbesondere Blutdoping, versucht beziehungsweise angewendet wurden. Es konnte jedoch keinem Athleten oder Betreuer irgendeine Form von Doping nachgewiesen werden. Für die Verdächtigten gilt die Unschuldsvermutung.
Am 25. April 2007 entschied das IOC aufgrund der Funde bei der Razzia 2006 im österreichischen Langlaufquartier sechs österreichische Athleten auf Lebenszeit von der Teilnahme an Olympischen Spielen auszuschließen und zusätzlich ihre bei den Winterspielen 2006 erzielten Ergebnisse zu annullieren. Dabei handelt es sich um die Biathleten Wolfgang Perner und Wolfgang Rottmann sowie die Langläufer Roland Diethart, Johannes Eder, Jürgen Pinter und Martin Tauber.
Am 24. Mai 2007 wurde bekannt gegeben, dass das IOC dem ÖOC aufgrund der wiederholten Dopingvorfälle und der laschen österreichischen Haltung zum Thema Doping eine Million $ an Fördergeldern streicht. Das IOC forderte stichhaltige Belege, dass die vielen, bisher nicht oder nur teilweise umgesetzten, Versprechen zur Dopingbekämpfung seitens Österreich eingehalten werden.
Am 29. Mai 2007 sperrte das NOK Österreichs 13 Funktionäre für alle künftigen Olympischen Spiele, doch wurden am 8. September 2009 sieben dieser Personen durch dasselbe Gremium rehabilitiert.
Mitte Juli 2007 gab der Disziplinarausschuss des Österreichischen Skiverbandes bekannt, dass den Olympiateilnehmern Wolfgang Perner und Wolfgang Rottmann Blutdoping und der Besitz von Plasmaexpandern nachgewiesen wurde. Weiters wurde eingeräumt, dass die Trainer Walter Mayer und Emil Hoch Doping geduldet und sogar aktiv unterstützt haben.
Am 22. November 2007 sperrte der Dopingausschuss der FIS die österreichischen Langläufer Martin Tauber, Johannes Eder und Roland Diethart wegen Verletzungen der Antidopingbestimmungen während der Olympischen Winterspiele 2006 für 2 Jahre, während gegen Jürgen Pinter keine Sanktionen verhängt wurden. Am 29. Februar 2008 ließ die FIS den Dopingvorwurf gegen Markus Gandler fallen, da „der für eine Bestrafung nötige Standard der Beweise nicht erfüllt ist“.

## Sicherheit
Nach den Olympischen Winterspielen 2002 in Salt Lake City waren es die zweiten Winterspiele, die im Zeichen der Angst vor terroristischen Anschlägen ausgetragen wurden. Deswegen gab es in Turin und in der Umgebung ein sehr großes Aufgebot von Sicherheitskräften. Bis zum Ende der Spiele kamen mehr als 15.000 Polizisten, Soldaten und Spezialkräfte zum Einsatz. Während der Eröffnungsfeier wurde der Turiner Luftraum gesperrt, um Anschläge mit Flugzeugen zu verhindern. Die Besucher der Wettbewerbe mussten sich erst durch die Sicherheitskontrollen begeben, bis sie zu den Sportstätten kamen.
In Turin wurde von den italienischen Sicherheitskräften am 23. Februar sogar ein geparktes spanisches Auto gesprengt, in dem man eine Bombe vermutete. Es stellte sich jedoch als falscher Alarm heraus. Mitunter nahmen die Sicherheitsvorkehrungen auch übertriebene Ausmaße an, so wurden zum Beispiel Schraubenzieher der Servicemitarbeiter bei der Herrenabfahrt von Sicherheitsbeamten konfisziert.

## Probleme und Kritik
Die Olympischen Winterspiele von Turin waren Problemen unterschiedlicher Art und dementsprechend auch öffentlicher und medialer Kritik ausgesetzt:
Enttäuschend war die für ein globales Ereignis dieser Dimension teils schwache Zuschauerresonanz, viele Wettkämpfe fanden vor schwach besetzten Zuschauerrängen statt, worunter auch die Stimmung bei vielen Entscheidungen litt. Als Gründe für die mangelnde Besucherresonanz wurden unter anderem hohe Eintrittspreise und eine teilweise schlechte Verkehrsinfrastruktur angeführt.
Auf Kritik, vor allem durch die beteiligten Sportler und die betroffenen Verbände, stieß auch die Tatsache, dass in manchen Sportarten die Medaillen nicht auf der Medal Plaza in Turin vor mehreren tausend Zuschauern verliehen wurden, sondern direkt an der Wettkampfstätte. So erhielt der Deutsche Georg Hettich seine Goldmedaille in der Nordischen Kombination vor fast leeren Rängen.
Zwar waren alle Wettkampfstätten termingerecht fertig gestellt worden und in gutem Zustand, doch im näheren Umfeld einiger Austragungsorte gab es noch zahlreiche Baustellen und viel Bauschutt zu sehen. Auch Straßen und Eisenbahntrassen, die anlässlich der Spiele neu errichtet oder ausgebaut werden sollten, konnten teilweise nicht pünktlich eröffnet werden.
Ein weiteres Problem war das zeitweise extreme Wetter. Starker Schneefall führte zur Verschiebung einiger alpiner Skiwettbewerbe und verursachte fast irreguläre Bedingungen beim Biathlon. Während der Bobwettbewerbe mussten teilweise Sonnensegel gespannt werden, damit der Wettkampf stattfinden konnte. Die Straßen zum Wettkampfort Sestriere mussten witterungsbedingt wiederholt gesperrt werden.
Das Defizit des Organisationskomitees der Olympischen Winterspiele 2006 (TOROC) betrug 31 Millionen Euro, im Budget war noch von einem Verlust von 41 Millionen Euro ausgegangen worden. Das Organisationskomitee arbeitete an Ideen, wie die Sportanlagen langfristig zu nutzen seien. Durch die Stadt Turin wurde eine Stiftung angestrebt, welche die Immobilien im Wert von rund 500 Millionen Euro verwalten soll. Das Stadio del Trampolino in Pragelato verursachte mit jährlich über 1 Mio. Euro zu hohe Unterhaltskosten für die kleine Gemeinde und für einen Abriss fehlten die Mittel, daher wurde es zu einem Lost Place.

## Berichterstattung

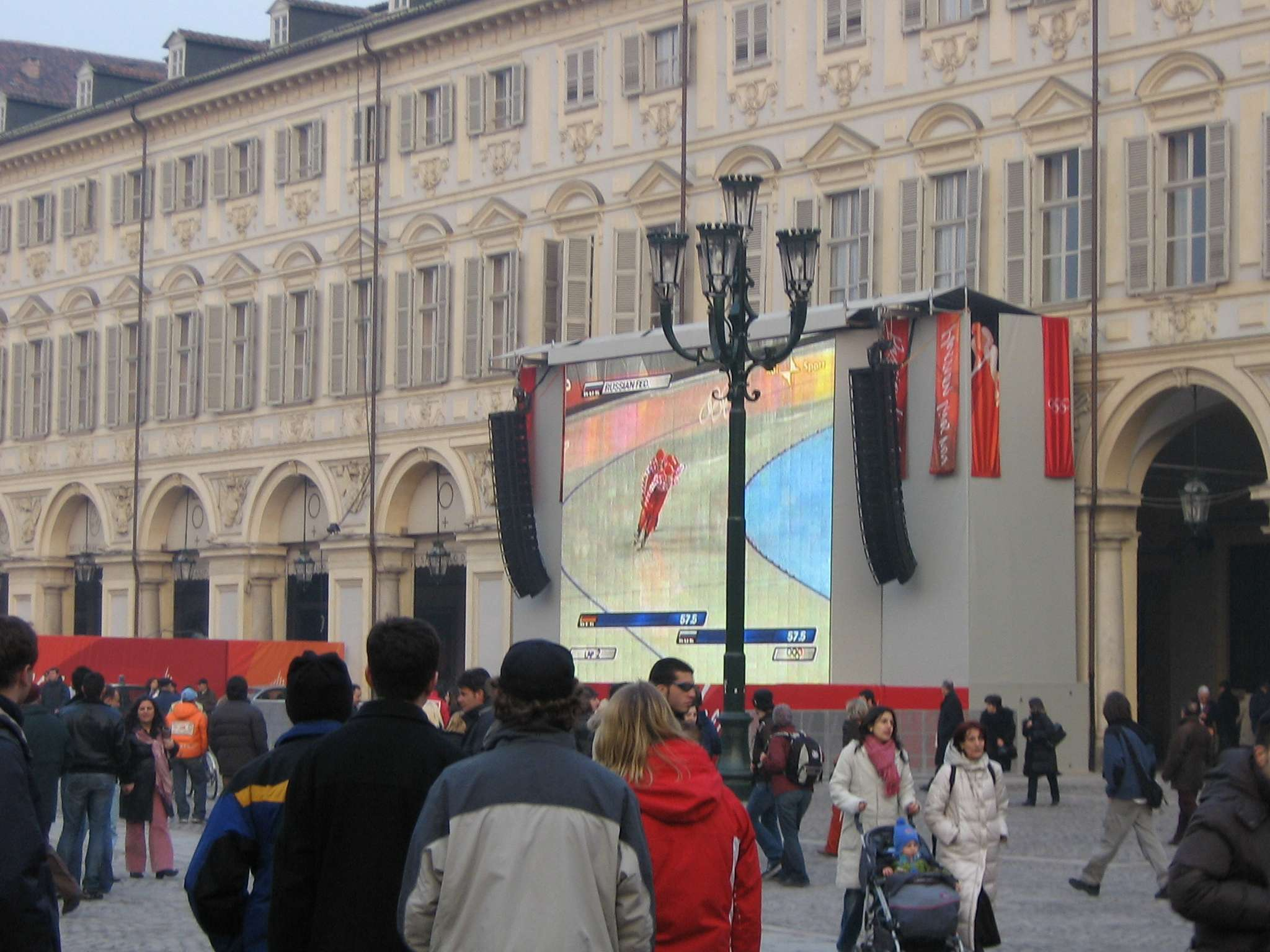
Großbildwand auf der Piazza San Carlo

Mehr als 10.000 Vertreter der Medien aus aller Welt berichteten von den Olympischen Winterspielen in Turin. Über drei Milliarden Menschen in 200 Ländern konnten Fernsehberichte über die Wettkämpfe sehen.
Die Berichterstattung war teilweise ziemlich negativ, was auf die oben genannten Probleme zurückzuführen ist. Einige Medien verwendeten den Satz „Die Spiele haben funktioniert, aber nicht fasziniert“. Er wurde schon im Jahr 2004 in Athen benutzt, wo ähnliche Probleme zu verzeichnen waren.

### Fernsehen
Die Fernsehrechte für Deutschland lagen, wie bereits bei den anderen Olympischen Spielen, bei den öffentlich-rechtlichen Sendern ARD (Das Erste) und dem ZDF. Diese zeigten zusätzlich, wie schon bei den Olympischen Sommerspielen 2004 in Athen, auf ihren Digitalsendern EinsFestival und ZDFinfokanal weitere Wettkämpfe. In Österreich übertrug ORF 1 die Olympischen Spiele, wobei auch das abendliche "Olympia-Studio" auf Grund der Dopinganschuldigungen großes Interesse fand. Für den deutschsprachigen Teil der Schweiz liefen die Übertragungen auf SF zwei. Europaweit wurden die Spiele von Eurosport 24 Stunden am Tag übertragen. Ebenso wie das ZDF bot auch Eurosport die Winterspiele als Livestream über die jeweiligen Homepages an. So konnte der Zuschauer das aktuelle Olympiaprogramm auch ohne Fernseher verfolgen.

#### Deutschland
Die Eröffnungsfeier, die das ZDF übertrug, wurde von 8,4 Millionen Deutschen gesehen. Am zweiten Wettkampftag zur Entscheidung im Eisschnelllauf der Damen über 3000 Meter mit den deutschen Topfavoritinnen Claudia Pechstein und Anni Friesinger schalteten sogar über 9 Millionen Zuschauer ein, was der ARD einen Marktanteil von 34 % bescherte. Die Abschlussfeier, welche die ARD übertrug, sahen deutlich weniger Zuschauer: nur 6,4 Millionen (Anteil 18,5 %). Das Durchschnittsalter der Fernsehzuschauer lag bei 56 Jahren. Selbst bei Sportarten wie Ski-Freestyle oder Snowboard schauten meist über 50-jährige zu.

#### Schweiz
Die SRG SSR gab für Rechte- und Produktionskosten rund 23 Millionen Schweizer Franken aus. Die Abfahrt der Männer verfolgten mehr als eine Million Menschen, was einem Marktanteil von 72,7 % entsprach. Auch im Curlingfinale der Frauen beim Zusatzend sahen mehr als eine Million Personen zu. Die Eröffnungsfeier fand auch in der Schweiz wenig Beachtung, nur 658.000 Zuschauer saßen während dieser Übertragung vor den Fernsehgeräten. 19 Sendungen erreichten nur eine halbe Million Zuschauer.

#### USA
Trotz guter Ergebnisse des US-Teams stießen die Olympischen Winterspiele in den USA auf ein äußerst geringes Interesse. Der Fernsehsender NBC, der die alleinigen Übertragungsrechte hatte, verzeichnete in der ersten Olympiawoche nur etwa 13 Millionen Zuschauer pro Abend, bei sämtlichen Winterspielen der letzten 20 Jahre waren es deutlich mehr. Die Talentshow American Idol und überraschenderweise auch Serien wie Desperate Housewives verzeichneten deutlich höhere Einschaltquoten. Besonders wenig Interesse wurde Skilanglauf, nordischer Kombination und Biathlon entgegengebracht. Nicht ganz ernst zu nehmen waren einzelne Forderungen, die Olympischen Winterspiele ganz abzuschaffen. Die amerikanische Sportpresse fand aber weitgehend wenig Gefallen an den Spielen in Turin. So schrieb der Sportkolumnist Steve Hofstetter: „Ich kann mich an keine Olympischen Spiele erinnern, die so wenig Interesse gefunden haben. Es ist einfach zu langweilig.“ Medienkritiker wiesen jedoch auf die schlechte Programmgestaltung von NBC hin, wo die Wettkämpfe in kurzen Sequenzen zwischen langen Werbeblöcken platziert waren.

### Internet
Die offizielle Website wurde bis Mitte März 2006 über 700 Millionen Mal aufgerufen. Damit war die Seite www.torino2006.org erfolgreicher als ihre Vorgänger in Athen und Salt Lake City. Allein am Mittwoch, dem 22. Februar 2006, gab es mehr als 71 Millionen Seitenaufrufe. Die meisten Nutzer des Webangebotes der Olympischen Winterspiele 2006 kamen aus den Vereinigten Staaten. Deutsche Nutzer belegten Platz acht.